# Память об Александре Суворове

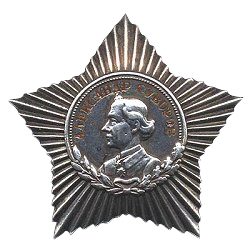
Орден Суворова III степени

Полководец А. В. Суворов — первый человек, в честь которого в России был основан мемориальный музей и кому возводился прижизненный памятник. В России и других странах есть памятники и музеи А. В. Суворова; именем Суворова названы атоллы, населённые пункты, астероид, площади, улицы и другие объекты во многих городах.
В ходе Великой Отечественной войны 29 июля 1942 года указом Президиума Верховного Совета СССР учреждён военный орден Суворова трёх степеней. Состоялось свыше семи тысяч награждений этим орденом. Десятки партизанских отрядов, бригад и соединений, действовавших на оккупированной территории, носили имя Суворова.
Постановлением СНК СССР и ЦК ВКП(б) 21 августа 1943 года созданы суворовские военные училища.
Имя полководца получили и ряд военных кораблей и гражданских судов, в том числе:
- Эскадренный броненосец «Князь Суворов» типа «Бородино», введённый в строй в 1904 году.
- Лёгкий крейсер проекта 68-бис «Александр Суворов», введённый в строй в 1953 году.
- Атомный ракетный подводный крейсер проекта 955А К-553 «Генералиссимус Суворов», заложенный в 2014 году.

9 мая 2014 года итогами общенародного голосования в проекте «Имя Победы», проводимого Российским военно-историческим обществом и ВГТРК при поддержке Министерства культуры РФ Суворов был выбран наиболее выдающимся полководцем России.

## Музеи Суворова
Музеи, посвящённые Суворову, действуют в 4 странах мира.
- В России:
  - Государственный мемориальный музей А. В. Суворова.
  - Музей-заповедник А. В. Суворова в селе Кончанское-Суворовское.
  - Музей-Усадьба дворян Леонтьевых в селе Воронино (один зал экспозиции в господском доме посвящён А. В. Суворову).
  - Музей Александра Суворова при Духовно-просветительском центре Ижевской епархии[2].
- В Белоруссии:
  - Кобринский военно-исторический музей имени А. В. Суворова.
- На Украине:
  - Очаковский военно-исторический музей им. А. В. Суворова.
  - Измаильский музей А. В. Суворова.
  - Музей А. В. Суворова в селе Тимановка
- В Швейцарии:
  - Suworow Museum в Линтале. Основан в 1986 году, экспозиция состоит из фотографий, книг и археологических находок с мест, где проходила русская армия во время Швейцарского похода.

- Петербургский дом, где в 1791, 1798 и 1800 годах жил и умер Суворов (набережная Крюкова канала, 23) — памятник истории федерального значения (№ 7810045000).
- de:Suworowhaus -дом в деревне Эльм, в котором останавливался на ночевку перед покорением перевала Паникс. Объект культурного наследия национального значения.

## Памятники Суворову
Памятники и бюсты Суворова установлены во многих городах бывшего Советского Союза. Фигуры Суворова также можно видеть на памятнике Тысячелетию России в Новгороде и на памятнике Екатерине II в Санкт-Петербурге (оба работы М. Микешина).

### Россия

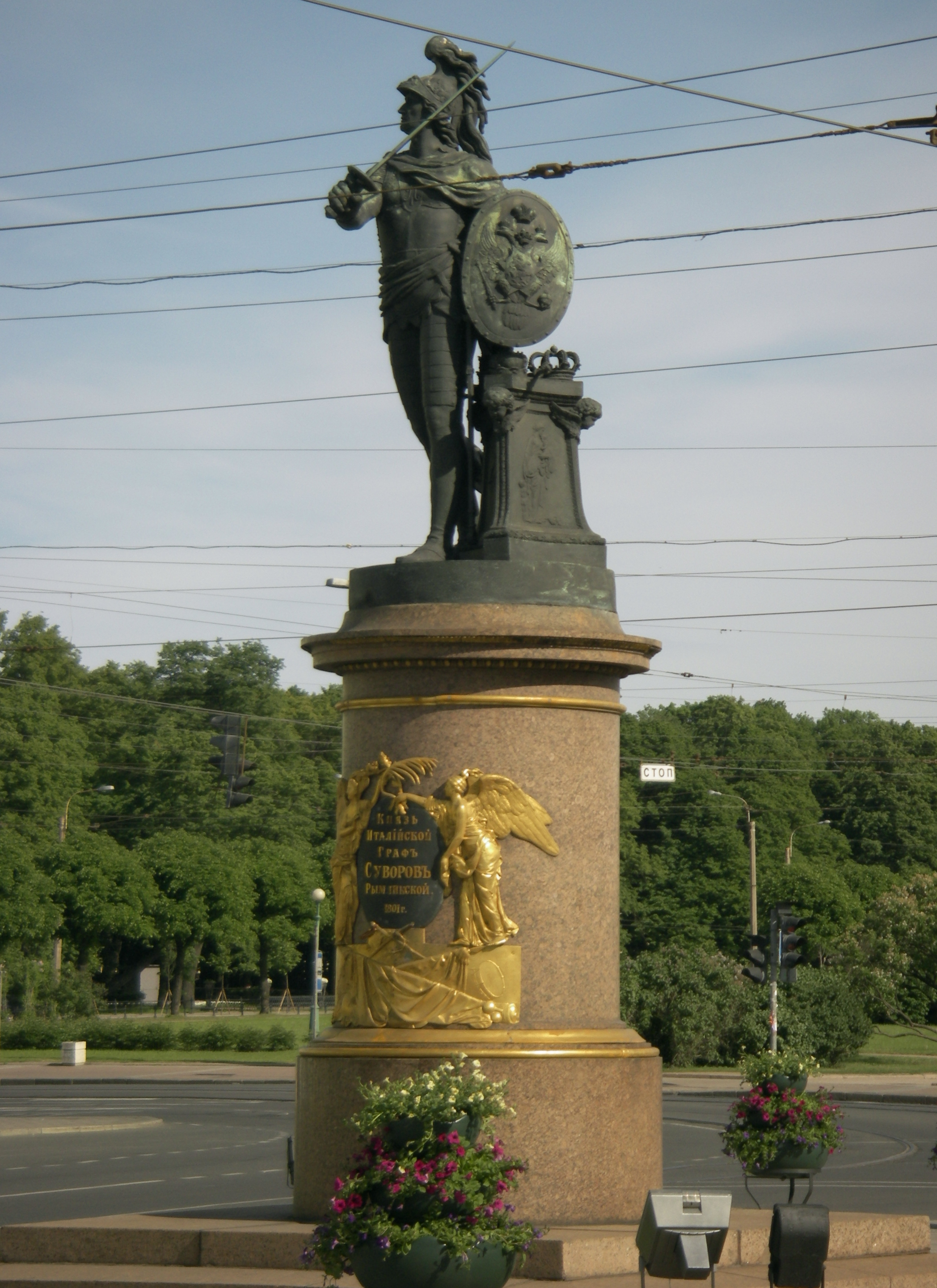
Первый памятник Суворову в образе бога Марса на Суворовской площади в Санкт-Петербурге (1801)

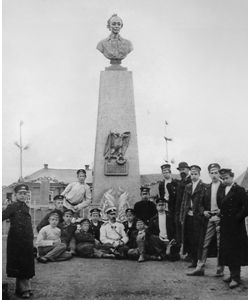
Памятник в селе Суворово (1903). Разрушен в 1920 году

#### Санкт-Петербург (1801)
В Санкт-Петербурге памятник Суворову установлен на Суворовской площади. Создан в течение года после смерти Суворова, открыт 5 мая 1801 года. Изображение аллегорично, реального сходства с прототипом не имеет. Памятник отлит из бронзы. Автор — М. И. Козловский. Решение о возведении памятника было принято в 1799 году после победоносного завершения Швейцарского похода. Первоначально был установлен на Марсовом поле у берега Мойки, в 1818 году был перенесён по предложению К. И. Росси. В 1834 году постамент памятника из вишнёвого мрамора, сильно пострадавший от морозов, был заменён на постамент из розового гранита. Во время Великой Отечественной войны специально не укрывался для поднятия духа проходящих мимо войск и горожан и к счастью не пострадал от бомбёжек и обстрелов..

#### Суворово(1903, 1942)
В старинной вотчине Суворовых, селе Суворово Лунинского района Пензенской области (до 1901 г. Маровка Мокшанского уезда Пензенской губернии), 9 мая 1903 г. был установлен бронзовый бюст полководца по проекту Н. И. Рукавишникова. В 1920 году этот памятник был снесён большевиками. Описание этого памятника (про его копию в Херсоне см. ниже):

Водружён на постамент из красного гранита высотой более 5-и аршин; на постаменте был закреплён бронзовый двоеглавый орёл, удерживающий в своих когтях картуш с надписью: «СУВОРОВЪ»; памятник окружала ограда из 12 старинных орудий, специально вытребованных для этого дела из Казанского Арсенала; орудийные стволы поддерживали на весу тяжёлую якорную цепь.
Новый памятник А. В. Суворову работы К. Л. Луцкого был установлен в селе Суворово Пензенской области только в годы Великой Отечественной войны в 1942 году. Данный памятник существует и в настоящее время.

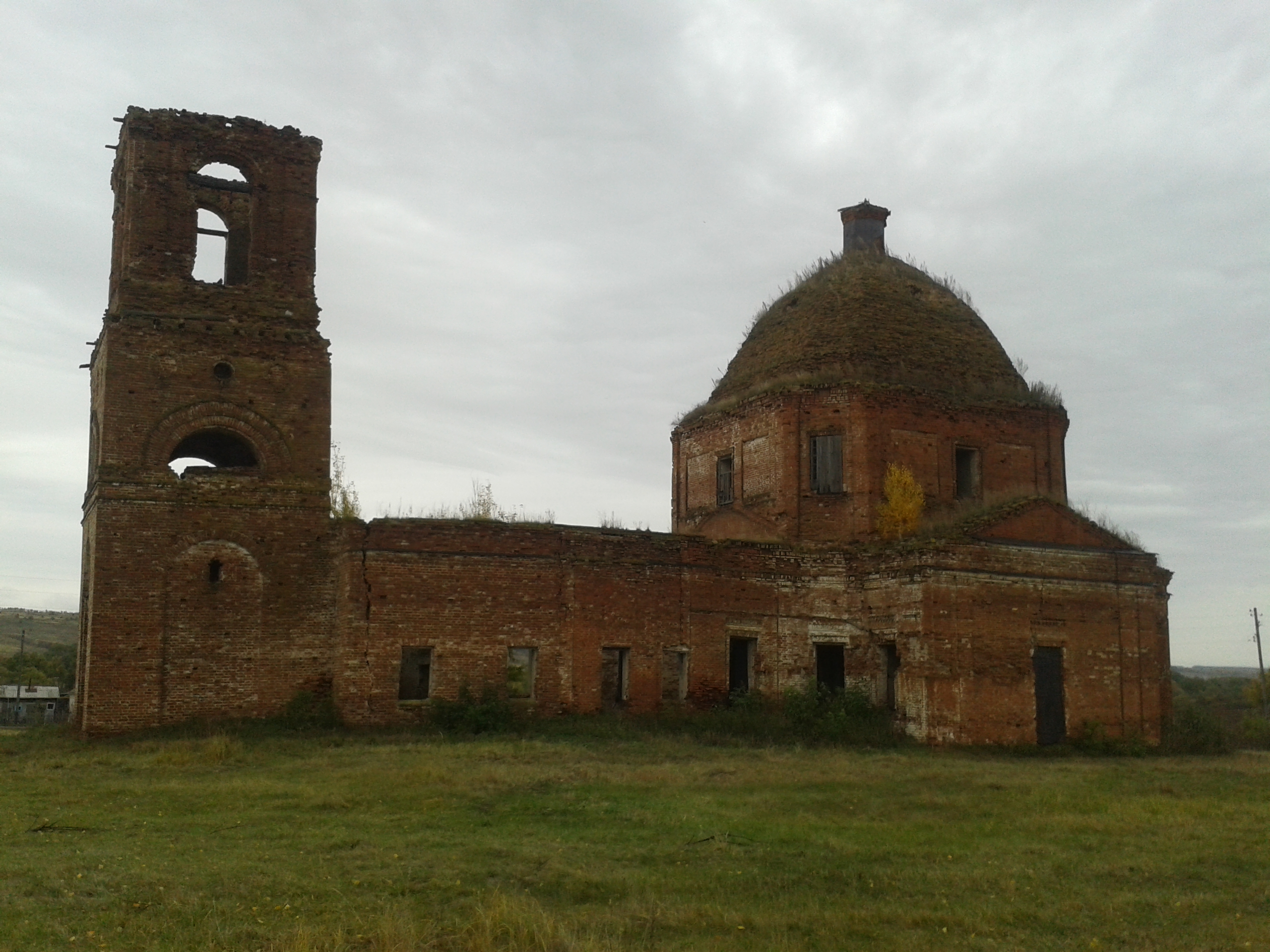
Руины церкви в с. Суворово, на закладке фундамента которой в 1791 году присутствовал А. В. Суворов

В селе Суворово Пензенской области до настоящего времени также сохранились руины церкви во имя Владимирской иконы Божьей Матери, относящейся к XVIII веку и связанной с именем А. В. Суворова. Эта церковь была построена в 1791—1793 годах на его средства. Суворов лично присутствовал на закладке её фундамента.

#### Кончанское-Суворовское (1940)
В селе Кончанское-Суворовское, где находилась усадьба А. В. Суворова, в которой он отбывал ссылку, памятник полководцу открыт 22 декабря 1940 года, в 150-летнюю годовщину взятия Измаила.

#### Калининград (1956)
Бюст Суворову (изготовлен в 1956 году) в Калининграде на улице Суворова (бывшей Берлинерштрассе) стоит на пьедестале, на котором до 1945 года у Кёнигсбергского замка стоял памятник Отто Бисмарку, воздвигнутый в 1901 году скульптором Фридрихом Ройшем, в 1974 году перемещён на нынешнее место.

#### Москва (1982) и Мытищи (2003)
В Москве памятник Суворову установлен в 1982 году на Суворовской площади перед театром Советской армии. Установлен в 1982 году. Скульптор — О. К. Комов. Архитектор — В. А. Нестеров. Ещё один вариант комовской композиции установлен в 2003 г. в Мытищах.
Памятник-бюст Суворову на Большой Екатерининской, 27 (в Екатерининском парке, со стороны Олимпийского проспекта), установлен в 2006 году в Екатерининском парке рядом с часовней, освященной в честь Святого благоверного князя Александра Невского и Святого великомученика Иоанна Воина. Бюст Суворова, мемориальная стела и часовня вместе представляют собой мемориальный комплекс, открытый по инициативе правительства Москвы совместно с московским Домом ветеранов войн и вооруженных сил.

#### Рождественно-Суворово (2011)
Село Рождественно — родовое владение Суворовых. Александр Васильевич неоднократно бывал здесь. По его распоряжению у южной стены церкви поставлен надгробный памятник отцу в виде каменного саркофага. А на наружной алтарной стене была водружена мраморная доска с надписью: Здесь покоится прах генерал-аншефа Василия Ивановича Суворова, умершего 15 июля 1775 г.

9 октября 2011 г. в селе Рождественно-Суворово Мытищинского района, тесно связанным с именем А. В. Суворова, по благословению митрополита Ювеналия состоялись торжества, приуроченные к открытию памятника легендарному русскому полководцу в сквере Богородицерождественского храма. В этот день Литургию в древней церкви Рождества Богородицы, в которой в своё время А. В. Суворов пел на клиросе и читал Апостол, совершил благочинный церквей Мытищинского округа протоиерей Димитрий Оловянников в сослужении Мытищинского духовенства. По окончании богослужения состоялось торжественное открытие памятника, сооруженного и установленного на средства благотворителей прихода.

Тут были и суворовцы, и нахимовцы, и кадеты. Особым порядком приехали представители казачьих отрядов и объединений, представители МВД, ВДВ и других военных структур.
Посильное участие при изготовлении и установке памятника приняли выпускники тульско-кавказской роты Краснодарского-Кавказского Суворовского училища, выпускники Свердловского Суворовского училища. Значительный вклад в празднование внесла Ирэн Фёдорова, супруга Святослава Фёдорова.

#### Прочие
Прочие памятники и бюсты установлены в Краснодаре (на углу улиц Октябрьской и Кондратенко, в сквере Минского бульвара), в Новой Ладоге  (1974, автор В. Вернер), в Новокузнецке на улице Суворова (1953 год, из армированного бетона по старинной модели Б. И. Орловского, после 2005 г. заменён чугунным), в Ростове-на-Дону в Университетском переулке, в Усть-Лабинске перед зданием администрации Усть-Лабинского района (мастерская Е. В. Вучетича), в центре села Суворовское Усть-Лабинского района, в посёлке Денежниково Раменского района Московской области поблизости от бывшего имения Талызиных (2012), в Ульяновске (2011), Славянске-на-Кубани (октябрь 2012 г.), Анапе (август 2013 г.), в станице Ленинградской (1994), на территории Уссурийского суворовского военного училища (2018) и т. д.
В октябре 2017 года установлен памятник А. В. Суворову в Омске на ул. Успешная, в ноябре — в Томске на улице Суворова.
25 марта 2020 года открыт памятник Суворову в международном аэропорту «Ставрополь», в сентябре 2020 года — в селе Кистыш Суздальского района Владимирской области, а в октябре 2020 года — бюст полководца в столице России на территории Никольского храма в Покровском. 

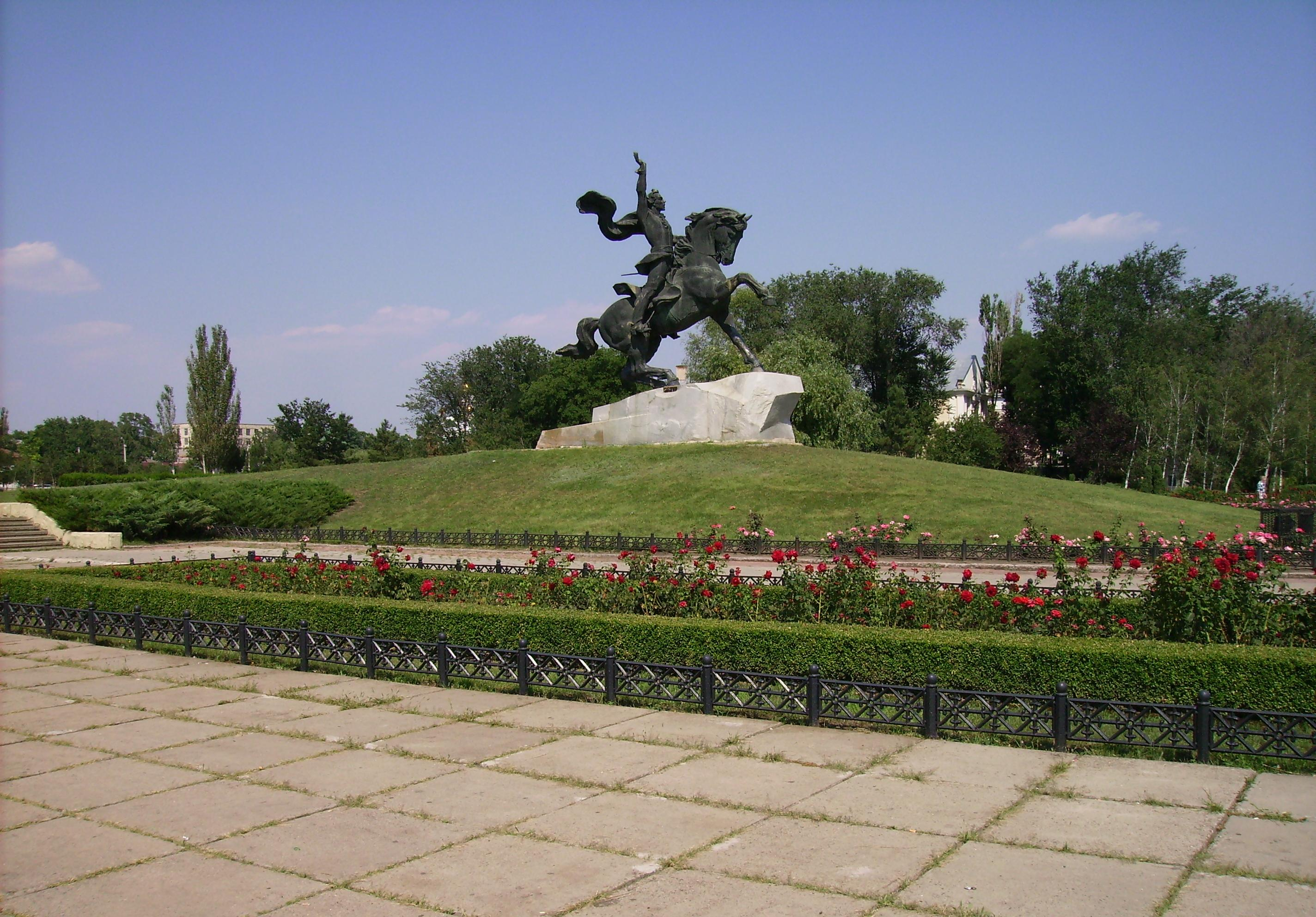
Памятник А. В. Суворову в Тирасполе

### Молдавия
В Молдавии памятники Суворову имеются в Тирасполе, в центре города Штефан-Водэ (в 1964-90 гг. назывался Суворов), в Бендерской крепости (открыт 15 сентября 2011), в селе Гыска около Бендер (бюст).

#### Тирасполь
Конный памятник Суворову в столице Приднестровья, Тирасполе установлен в 1979 году. Скульпторы Владимир и Валентин Артамоновы, архитекторы Я. Дружинин и Ю. Чистяков. Расположен на небольшом возвышении на площади Суворова — главной площади приднестровской столицы. Монумент награждён золотой медалью имени скульптора Евгения Вучетича.
Суворов считается основателем Тирасполя, так как именно им, по указанию Екатерины II, для укрепления новых границ империи в 1792 на левом берегу Днестра в рамках организации Днестровской линии была заложена крепость Срединная; при земляной крепости Срединной был основан город Тирасполь (статус города с 1795).

### Беларусь
В городе Кобрин Брестской области три памятника Суворову — один в полный рост и два бюста. Первый бюст Суворова был установлен в 1949 году перед входом в Музей Суворова (у входа в усадебный дом, некогда принадлежавший Суворову). Второй бюст расположен в конце аллеи в парке имени Суворова. Он установлен в 1950 году на том месте, где располагался дом Суворова, уничтоженный в годы Второй мировой войны. Скульптор А. И. Рукавишников.
Памятник А. В. Суворову в полный рост установлен в 1964 году на развилке улиц Советской и Пушкина. Скульптор В. С. Чеботарёв. Памятник стоит на высоком четырёхгранном постаменте, Суворов стоит лицом к западу, одной рукой опираясь на шпагу, другой указывая вперёд. На постаменте табличка с надписью: «А. В. Суворов. 1730—1800».
|  |  |  |  |

Также бюсты Суворова имеются в центральной части Витебска и в Минске, на территории местного суворовского военного училища.

### Украина

#### Очаков
Памятник установлен в честь победы над турками в сражении на Кинбурской косе. Бронзовая фигура полководца на гранитном постаменте. Скульптор Борис Эдуардс. Открыт в 1907 году.

#### Измаил
Одной из самых ярких побед А. В. Суворова было взятие Измаильской крепости (1790). В 1945 году в Измаил перенесли из Одессы конный монумент Суворова, первоначально (с 1913) находившийся на месте Рымникского сражения. Автор статуи полководца, энергичным жестом руки со шляпой приветствующего войска, скульптор Борис Эдуардс. Памятник расположен на проспекте Суворова (45°20′24″ с. ш. 28°50′03″ в. д.). Высота с пьедесталом — 5,8 м. 3 декабря 2022 года снесён.

#### Киев
В Киеве памятник А. В. Суворову до 2019 года находился перед зданием бывшего суворовского училища на бульваре Леси Украинки. Статуя полководца в полный рост со шпагой в руке выполнена из чеканной меди, установлена на пьедестале из искусственного гранита; общая высота 6,3 м. Автор — скульптор-любитель, сотрудник училища майор И. С. Заречный. Памятник открыт в 1974 году, в 2006 году проведена реконструкция постамента. В 2019 году памятник демонтирован и, как ожидается, будет передан одному из музеев Суворова в Швейцарии.

#### Одесса
Памятник Суворову был торжественно открыт 29 сентября 2012 года на пересечении проспекта Добровольского, Николаевской и Южной дорог в Суворовском районе города (46°33′28″ с. ш. 30°46′21″ в. д.). Решение о его установке было принято депутатами Одесского горсовета Памятник является копией работы скульптора Эдуардса, которая ранее находилась во дворе Одесского художественного музея на Софиевской улице и которая была перевезена в г. Измаил в 1945 году.
 30 ноября 2022 года Одесский горсовет большинством голосов проголосовал за демонтаж и перенос памятника русскому полководцу Александру Суворову. За демонтаж памятника Суворову проголосовал 41 депутат, или 93,2% от числа депутатов.
Демонтирован 29 декабря 2022 года.

#### Херсон
Бюст А. В. Суворова представляет собой копию дореволюционного памятника работы Н. И. Рукавишникова, который был в 1903 г. установлен в селе Маровка, или Суворово Пензенской губернии (см. выше). Херсонский памятник открыт в 1950 году, в 2004 году он перенесен в начало улицы Суворова.
В октябре 2022 года снят с постамента.

В 1903 г. по заказу «Суворовской комиссии» им выполнен бюст великого русского полководца, который установили 9 мая 1903 г. в бывшей вотчине в селе Маровке Пензенской губернии. В Государственном военно-историческом музее А. В. Суворова в Ленинграде имеется гипсовый экземпляр этой работы, переданный в дар музею автором в 1904 г. Бронзовая отливка копии производилась в экспериментальной мастерской Академии художеств в 1950 г. Одна из копий находится в Кобринском военно-историческом музее им. А. В. Суворова.
Черты и выражение лица полководца на бюсте работы Н. И. Рукавишникова во многом заимствованы с работы известного русского скульптора В. И. Демут-Малиновского (1779—1846 гг.), выполненной в 1801 г. Рукавишников изобразил А. В. Суворова в парадном мундире с орденами, орденскими звездами и лентами.

В 1950 году сотрудниками ленинградского музея имени Суворова был подарен городу Херсону бронзовый бюст военачальника. Это работа русского скульптора Рукавишникова, выполненная ещё в 1903 году, на ней Суворов изображен в мундире с погонами и лентой через плечо. Её высота достигает 3,5 метров. В годовщину 150-летия со дня смерти великого полководца, 10 сентября 1950 года бюст Суворову был установлен на улице, названной в его честь. Но лишь к празднованию 225-летия города бюст Суворова был перенесен на центральную часть улицы. Поскольку до 70-х годов 20 века улица Суворова была проезжей, то первоначально памятник генералиссимусу был установлен на месте разрушенного в годы войны дома. Позже вокруг него сформировался ансамбль мини-сквера имени Суворова с живописно вьющимся виноградом и чудесным барельефом херсонского скульптора И. Белокура «Солдаты Суворова в бою». Сейчас, на достойном великого полководца месте, памятник возглавляет ансамбль улицы Суворова.

Демонтирован и вывезен российскими оккупационными властями в октябре 2022 года с целью исключения актов вандализма 
|  |  |  |  |

Кроме этих монументов, на Украине имеются памятники А. В. Суворову в таких населённых пунктах, как   Любополь, Макарово,  Одесской обл...

### Крым
Памятник Суворову в Севастополе установлен в честь пребывания А. В. Суворова на севастопольской земле и в связи с 200-летием основания черноморской крепости. Он расположен на площади Суворова и представляет собой бюст на четырёхгранном постаменте высотой 3,34 м. Общая высота 5,34 м. Скульпторы В. В. Рябков и В. С. Гордеев, архитекторы Г. Г. Кузьминский и А. С. Гладков. Открыт в 1983 году.
В Симферополе бюст Суворова в 1951 году был установлен на месте Суворовского ретраншемента (земляного укрепления) для русского гарнизона на возвышенном берегу Салгира, которым командовал А. В. Суворов. В 1984 году к 200-летию Симферополя был создан новый памятник, основание решено в виде гранитного бастиона. Он представляет собой медную статую генералиссимуса, возвышающуюся на небольшой скале. Скульптор В. С. Гордеев, архитектор А. А. Полегенький.

### Румыния

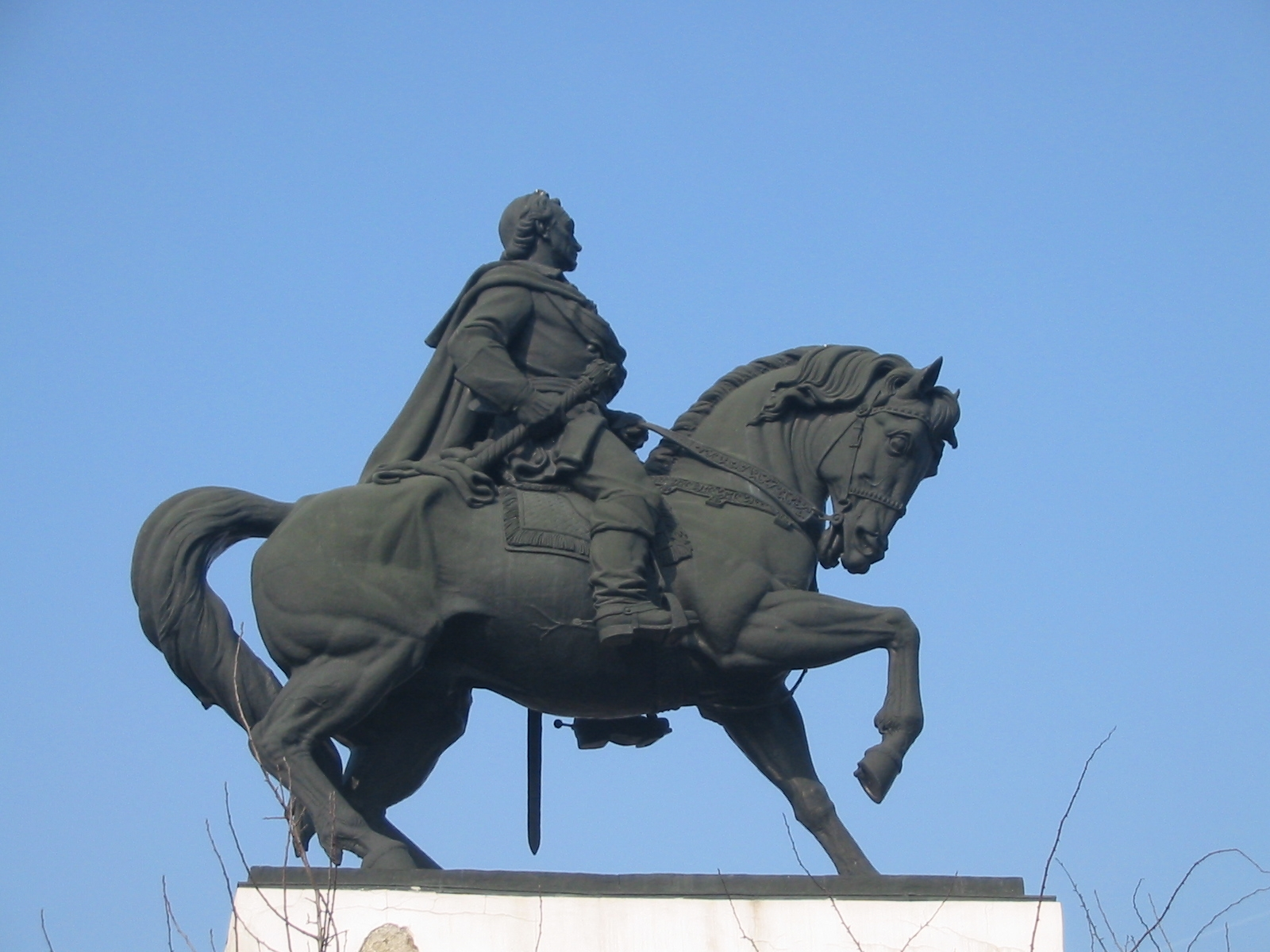
Памятник Суворову в Румынии

Конный памятник Суворову установлен в селе Думбрэвени в 1959 году (45°32′24″ с. ш. 27°06′21″ в. д.). Скульптор Мариус Бутуною. Расположен на холме при въезде в село. Исторические события, связанные с Суворовым произошли здесь в 1789 году, когда имело место сражение на реке Рымник между армией Суворова и турками. Это уже второй памятник Суворову в селе — первый был установлен в 1913 году, однако в 1915 году в связи с приближением фронта был вывезен в Одессу; затем находился в Измаиле.3 декабря 2022 года снесён.

### Швейцария
Памятник Суворову расположен в деревне Эльм. Установлен 19 июня 1999 года в честь 200-летия перехода Суворова через Альпы вблизи Чёртова моста на перевале Сен-Готард (46°33′19″ с. ш. 8°33′57″ в. д.). Скульптор Дмитрий Тугаринов. Монумент представляет собой сидящего на коне Суворова, коня ведёт швейцарский проводник и помощник полководца Антонио Гамба.
В ущелье Шёлленен также имеется высеченный в скале памятный крест, именуемый Suworow-Denkmal (памятник Суворову).

## Вооружение России

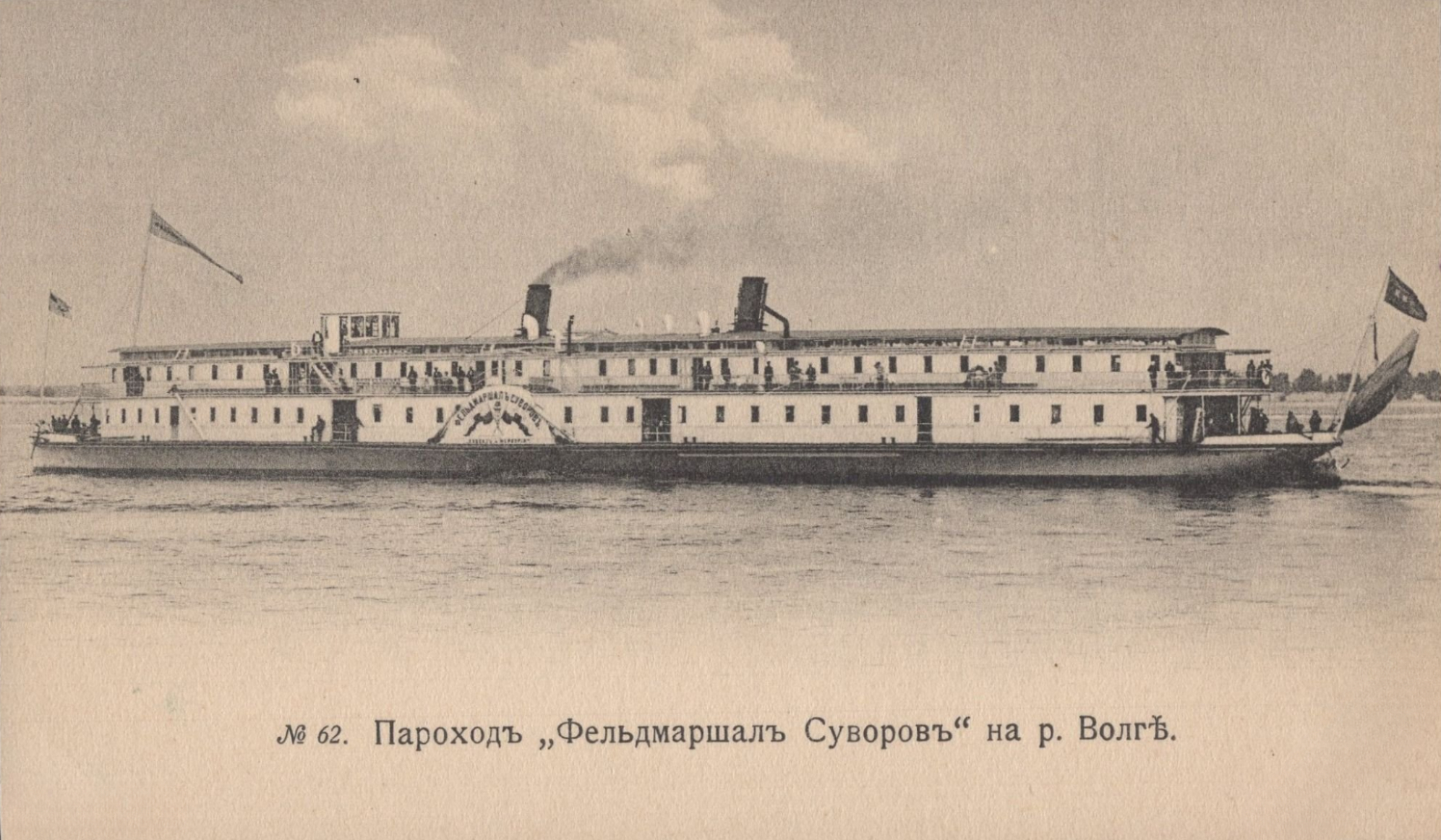
Пароход "Фельдмаршал Суворов" компании "Кавказ и Меркурий".

Именем Александра Суворова были названы:                                                                                                                                                                                                 
- «Фельдмаршал Суворов» — первый в России грузопассажирский пароход с электрическим освещением общества «Кавказ и Меркурий». Построен в 1882 году в Нижнем Новгороде, имевший небывалую по тем временам мощность и скорость. С 1921 года — «Владимир Соловьев». В 1926 году выведен из эксплуатации[31].
- «Князь Суворов» — русский эскадренный броненосец. Заложен в 1901 году в Санкт-Петербурге, принял участие в качестве флагмана российской эскадры в Цусимском сражении (1905), в ходе которого был потоплен.
- «Александр Суворов» — советский крейсер проекта 68-бис, в строю с 1953 по 1986 гг.
- «Генералиссимус Суворов» — российская атомная подводная лодка стратегического назначения, корабль проекта 955 «Борей», относящаяся к 4-му поколению. Закладка ракетоносца произошла 26 декабря 2014 года.

## На деньгах
Изображение Суворова присутствует на банкнотах Приднестровской Молдавской Республики — приднестровских рублях, из-за чего в 1993 году они получили народное название «суворики», а также на юбилейных монетах России:

На монетах
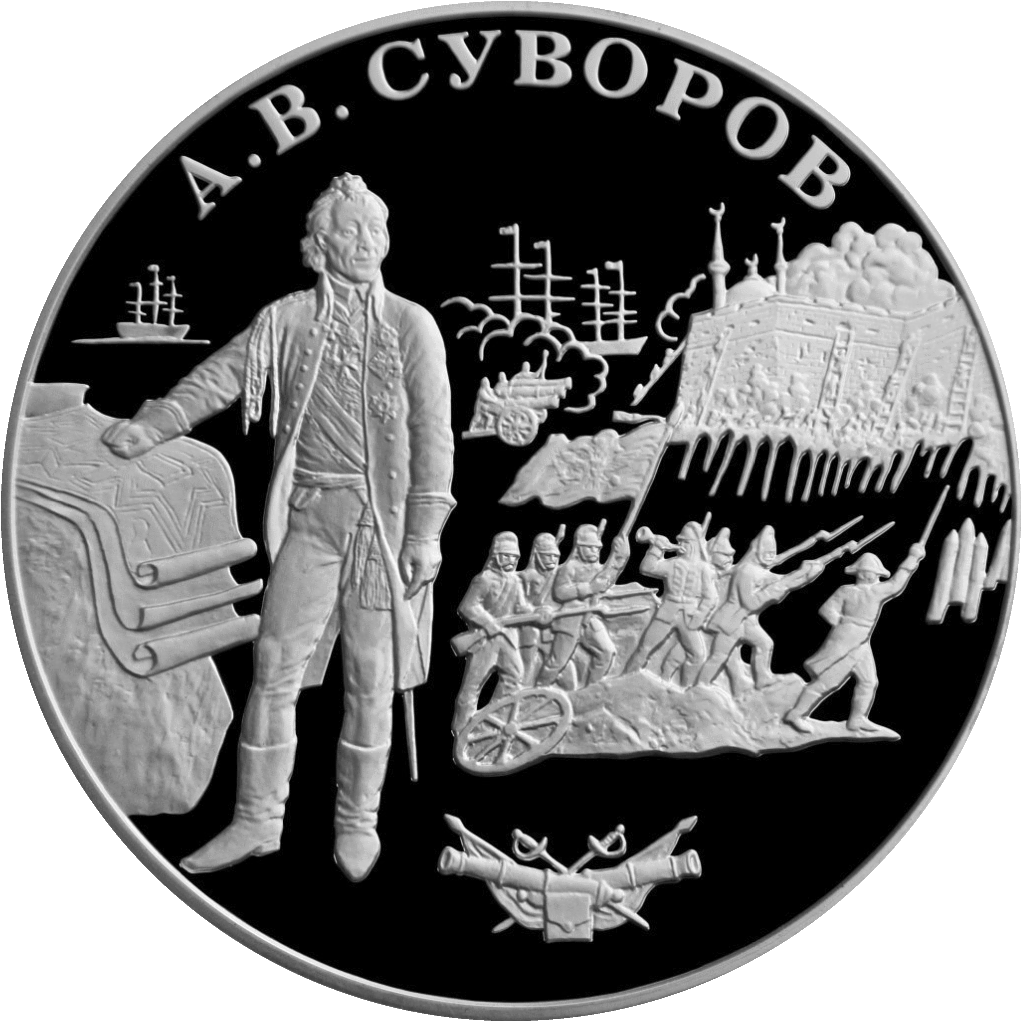
Памятная монета «А. В. Суворов». 25 рублей. 2000 год. Реверс
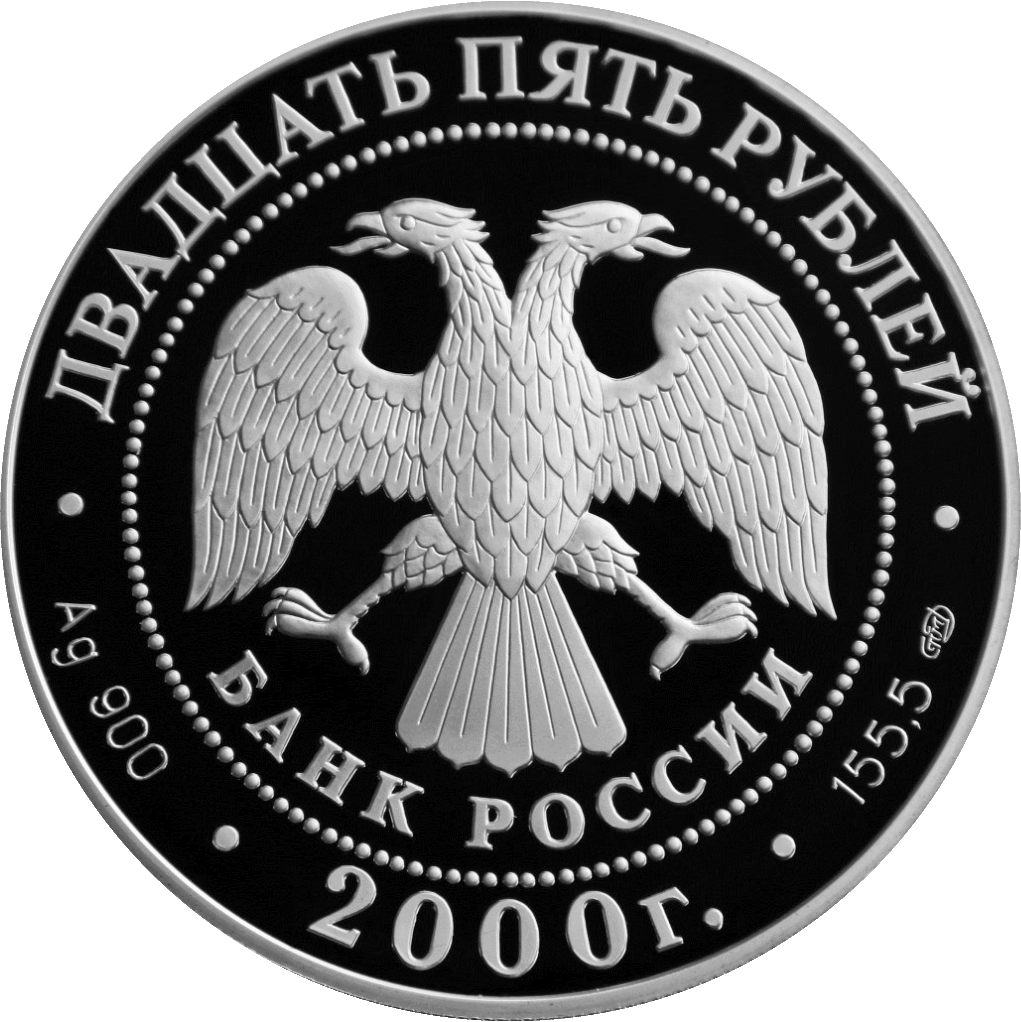
Памятная монета «А. В. Суворов». 25 рублей. 2000 год. Аверс
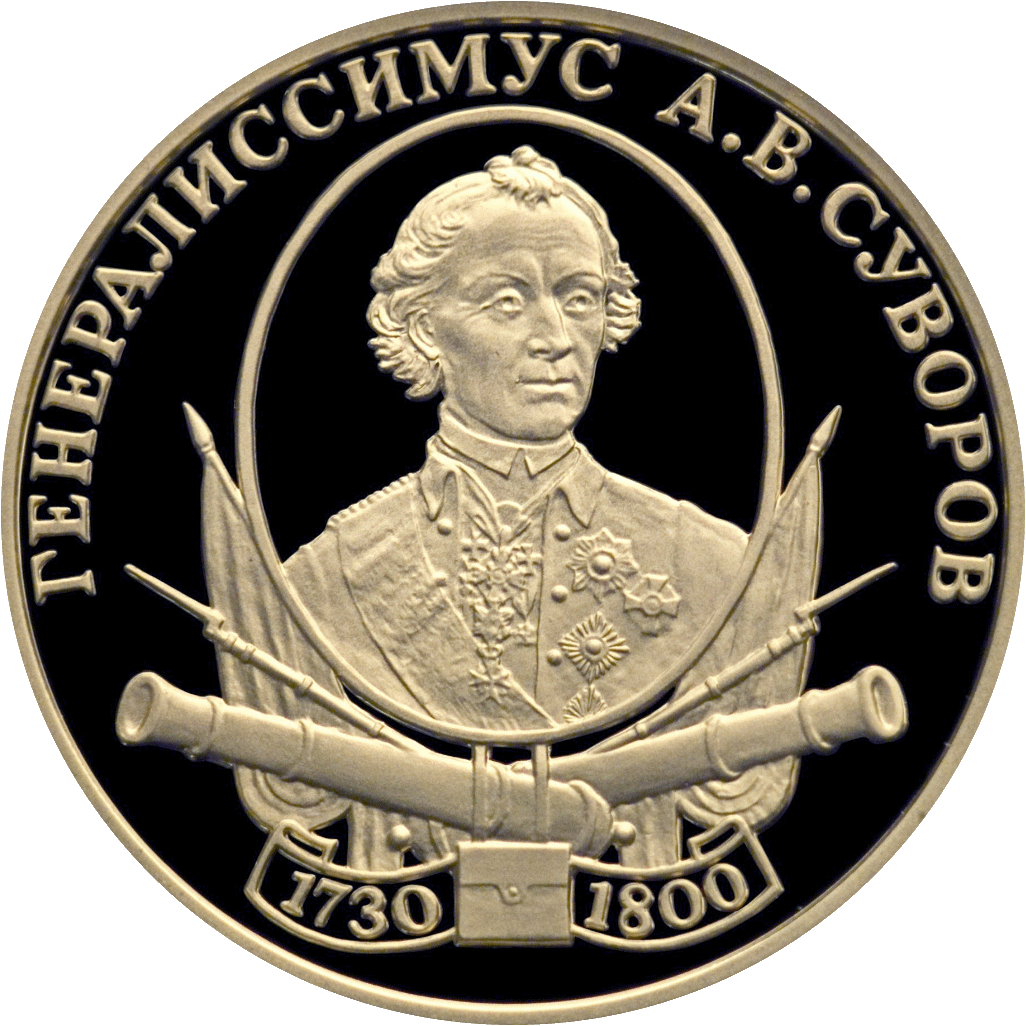
Памятная монета «Генералиссимус А. В. Суворов». 50 рублей. 2000 год. Реверс
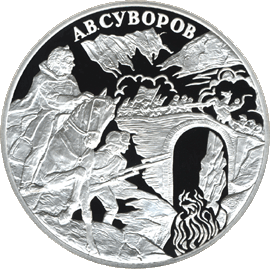
Памятная монета «Переход через перевал Сен-Готар. А. В. Суворов». 3 рубля. 2000 год. Реверс

На банкнотах
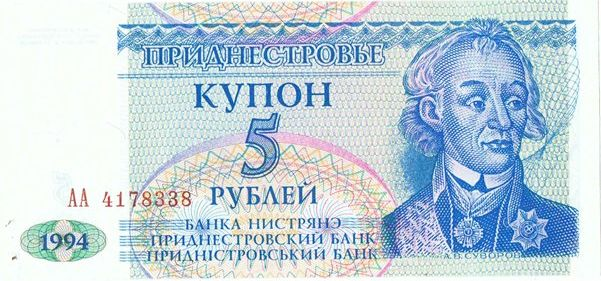
Приднестровский купон 5 рублей, 1994 год. Аверс.
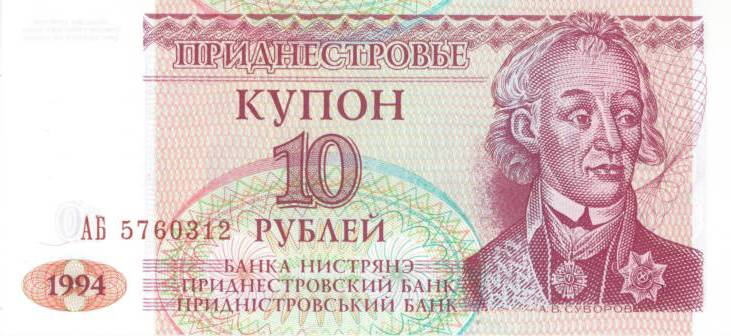
Приднестровский червонец 1994 год. Аверс.
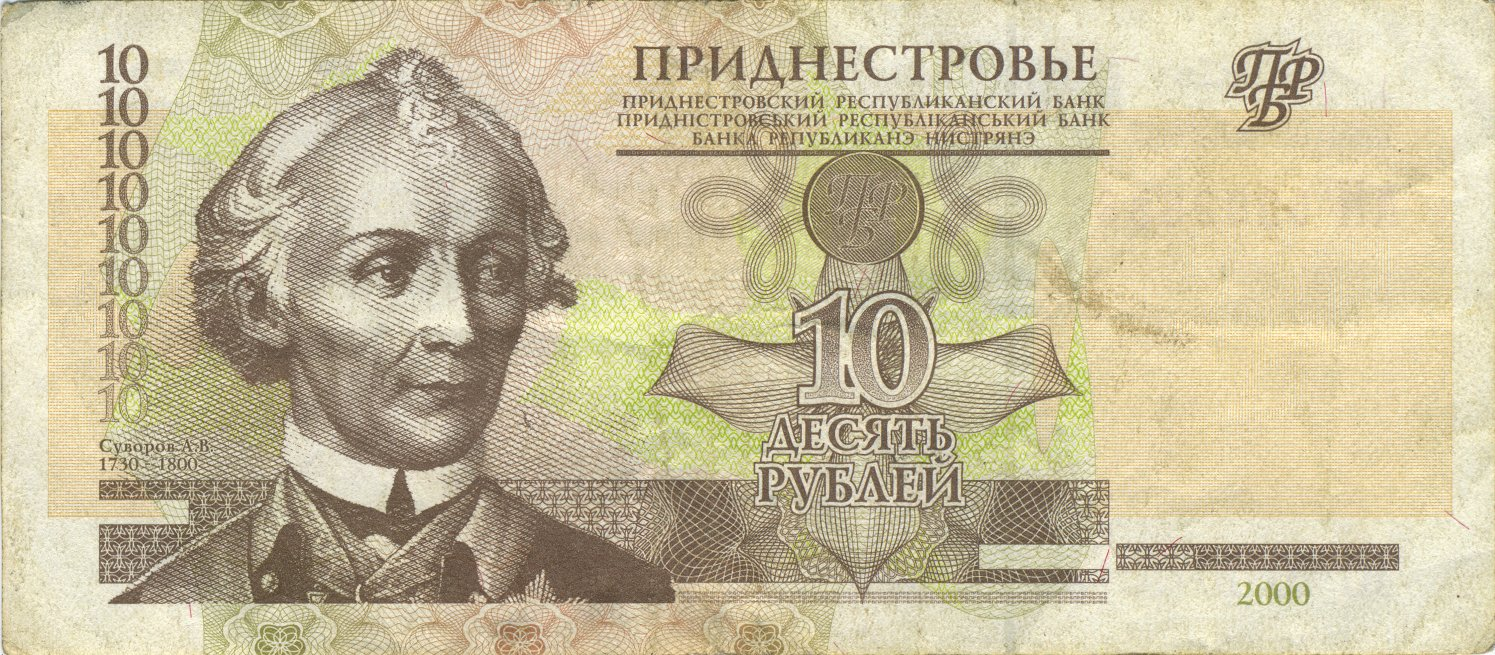
Приднестровский червонец 2000 год. Аверс.
Приднестровские 50 и 100 рублей 1993 года с Суворовым на коне.

## В филателии
В СССР и России, а также иностранных государствах — в Швейцарии и Лихтенштейне — были выпущены почтовые марки, блоки и конверты с изображением полководца:

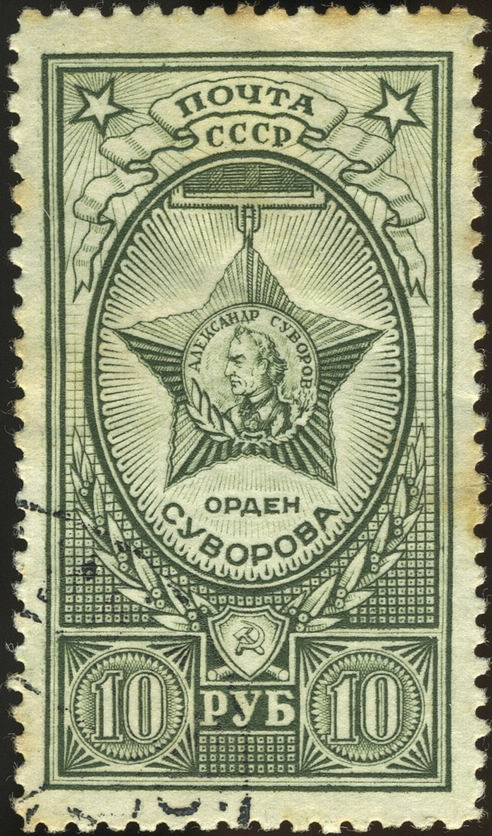
Орден Суворова на почтовой марке СССР, 1943 год
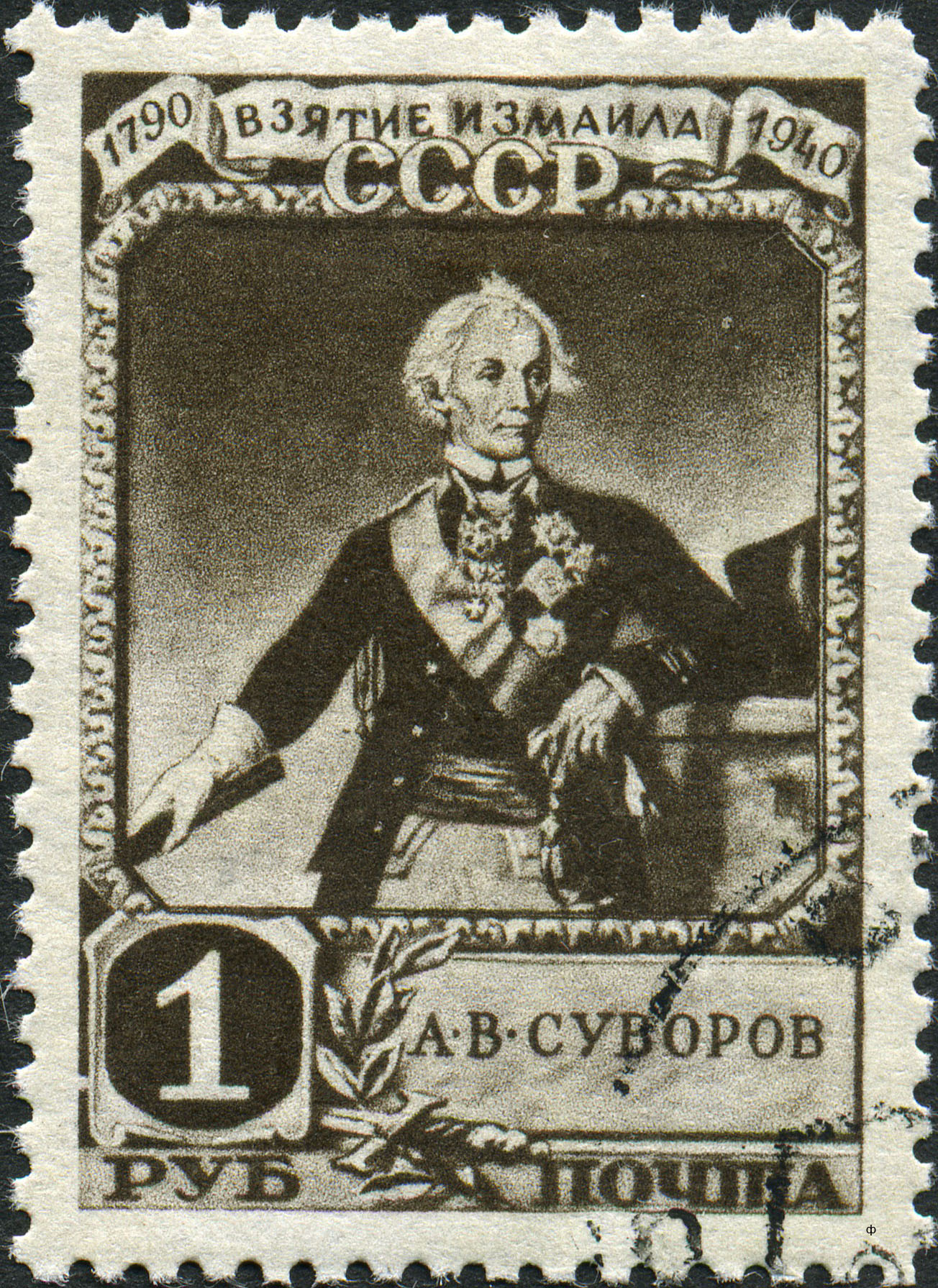
Почтовая марка СССР, 1941 год
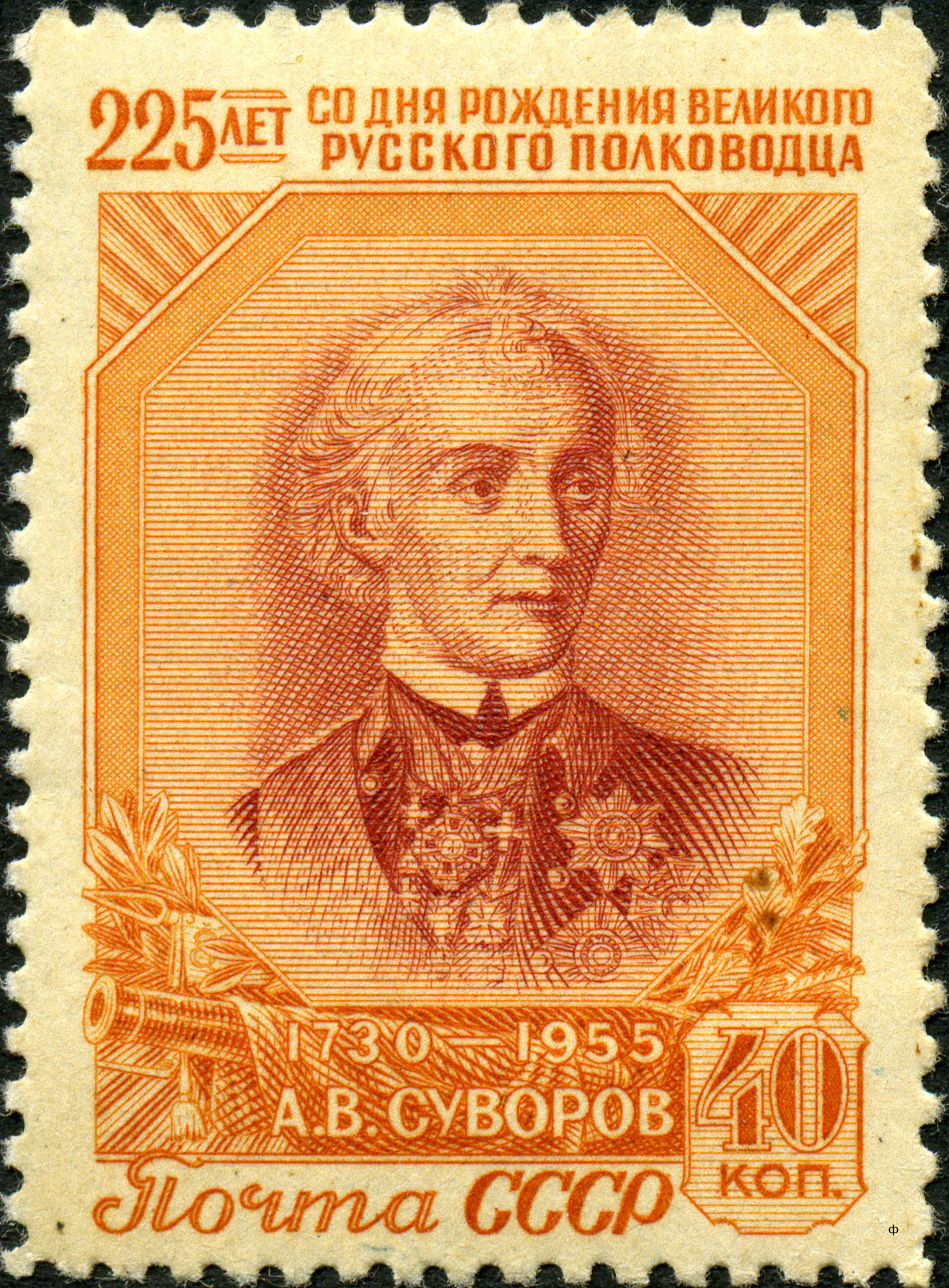
1956 год, номинал 40 коп.
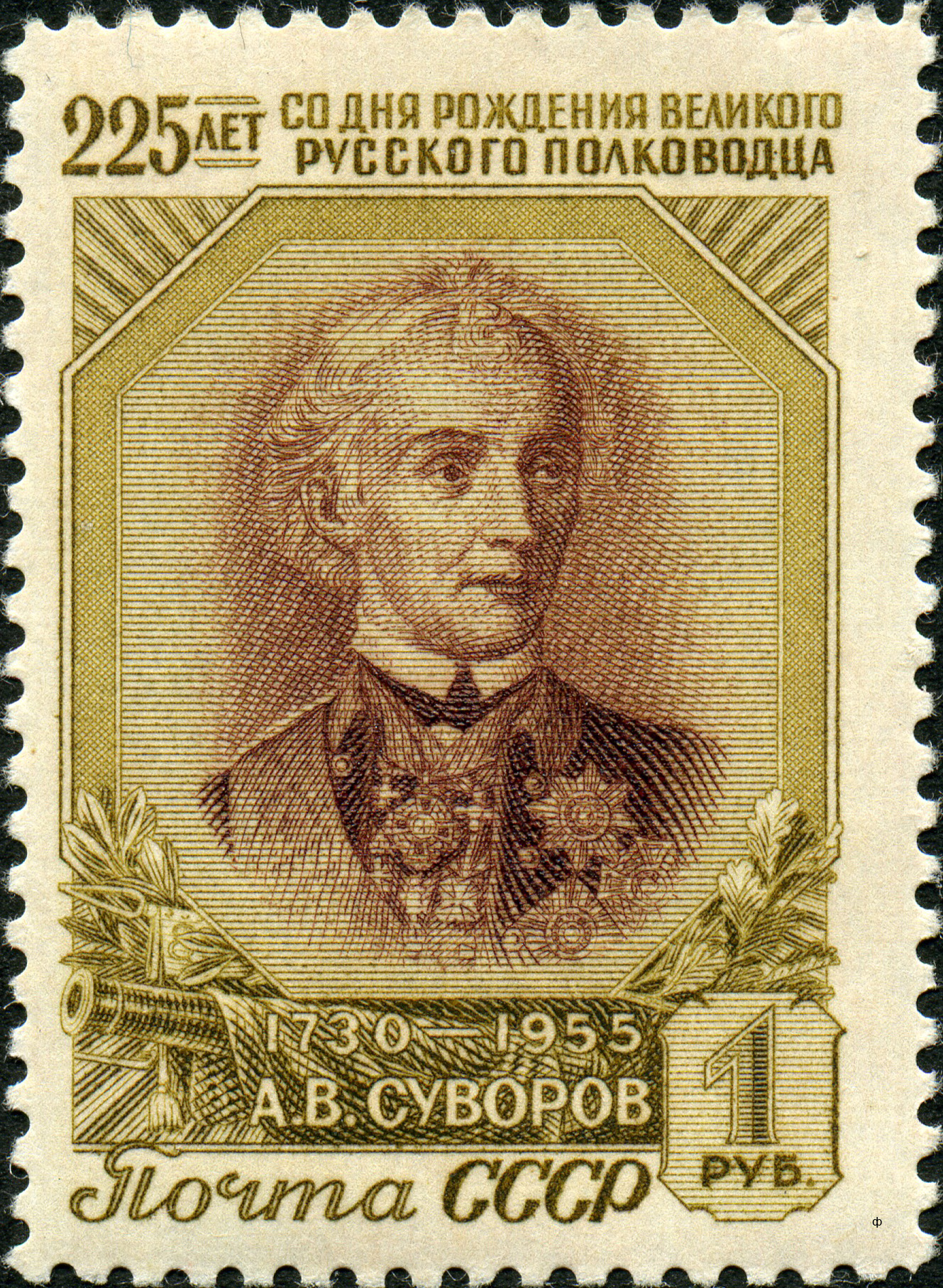
1956 год, номинал 1 руб.
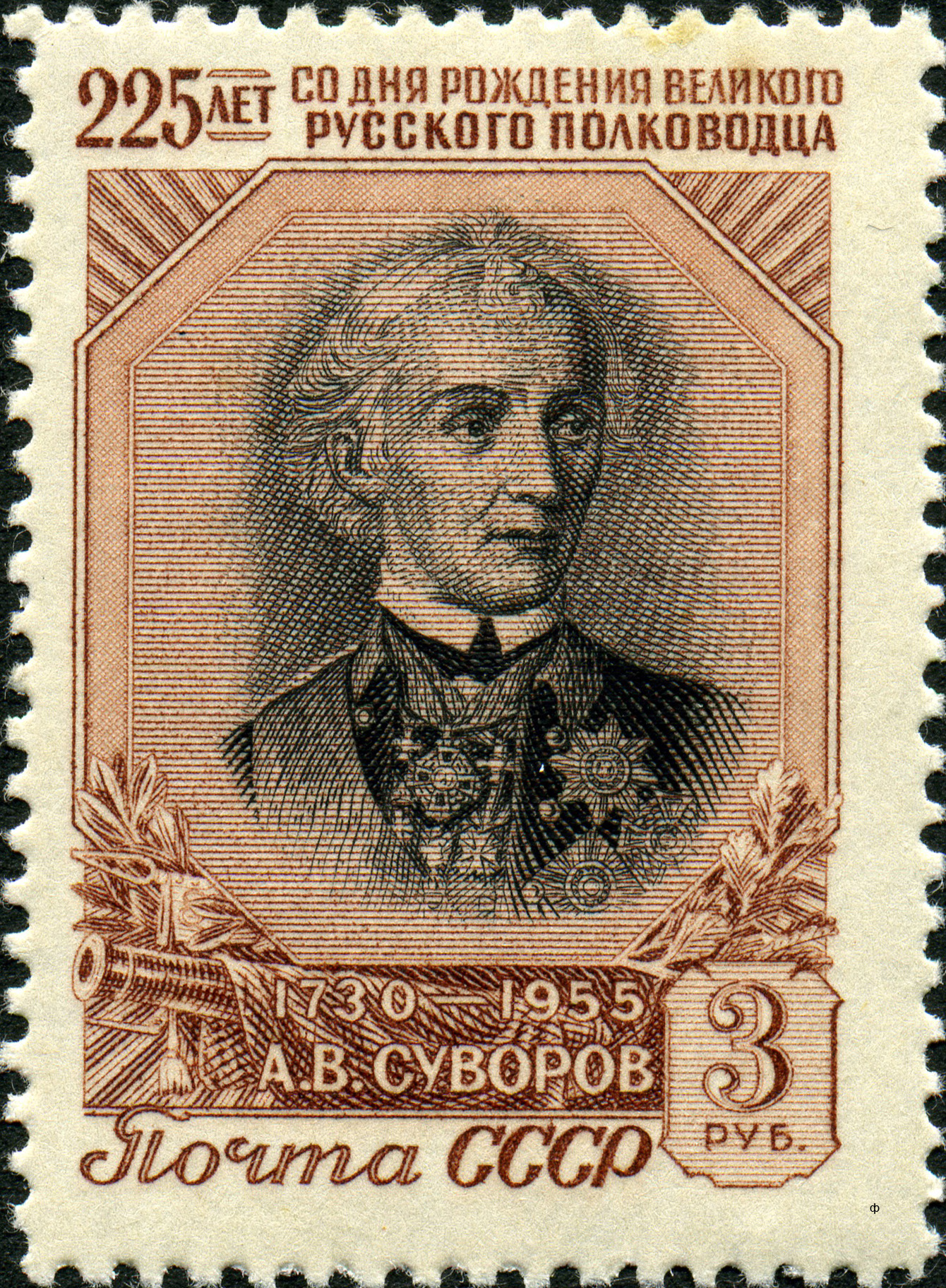
1956 год, номинал 3 руб.
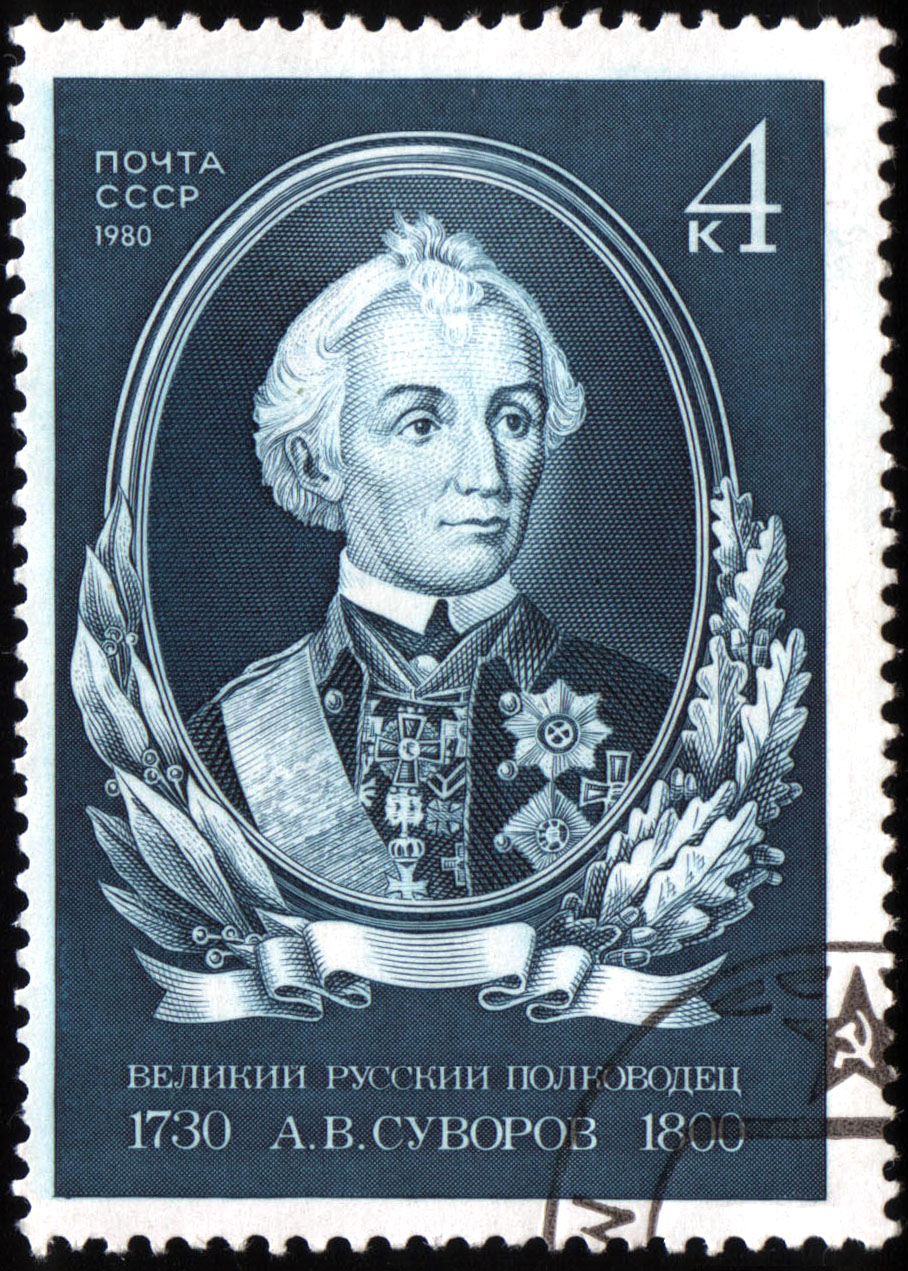
Почтовая марка СССР, посвящённая А. В. Суворову, 1980 год, 4 копейки (ЦФА 5127, Скотт 4878)
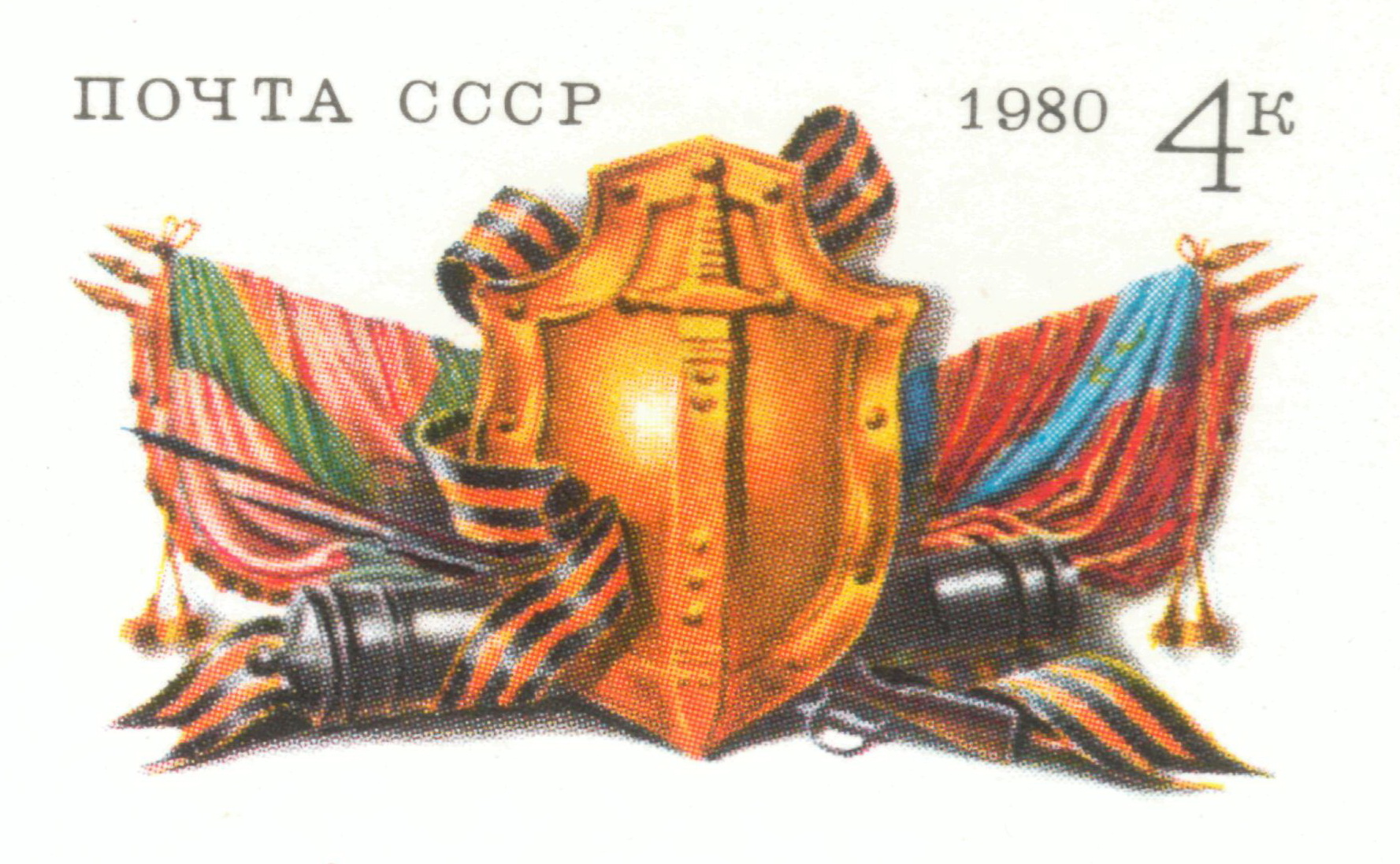
Оригинальная марка СССР «Великий русский полководец А. В. Суворов», 1980 год
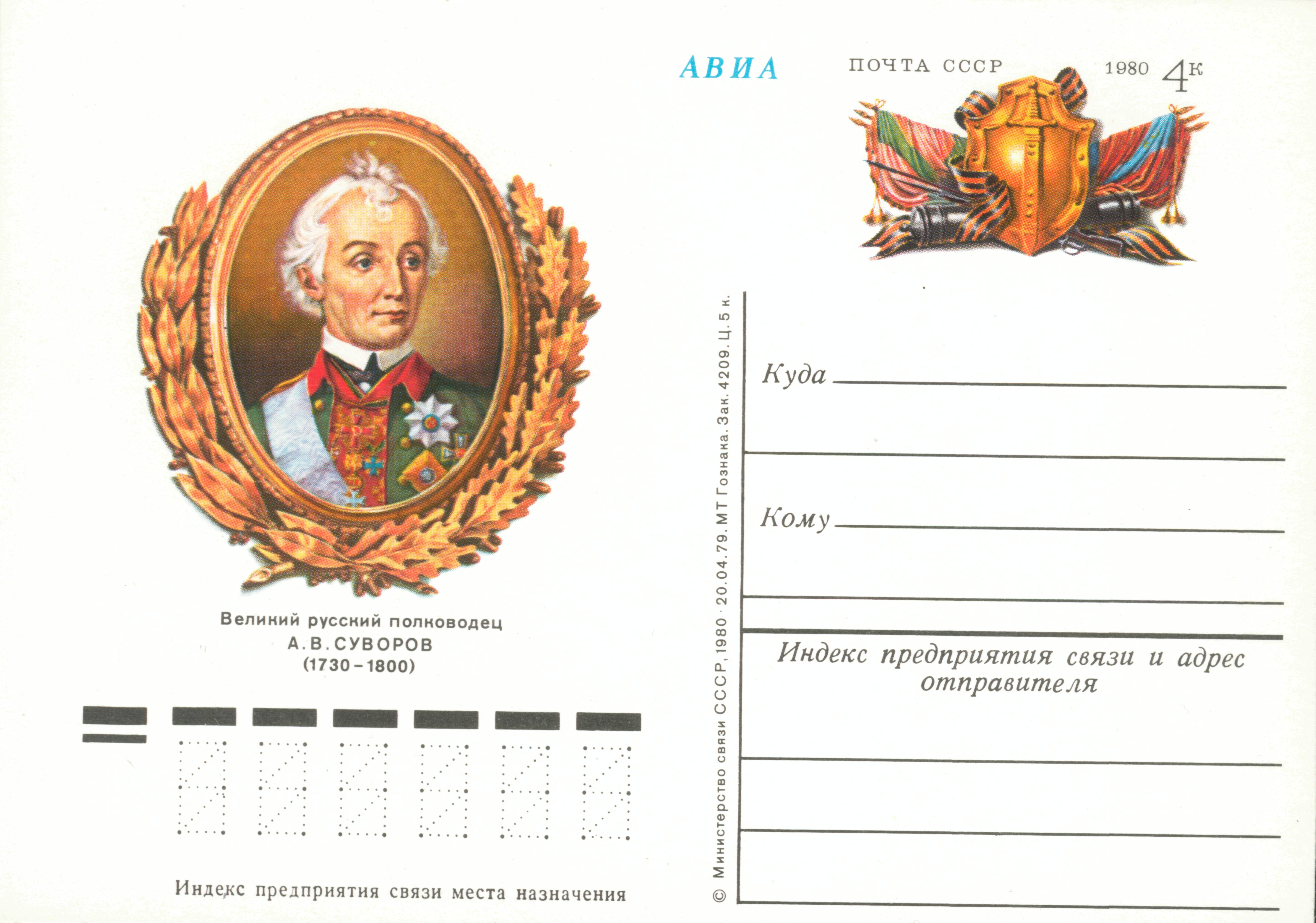
Почтовый конверт СССР, 1980 год
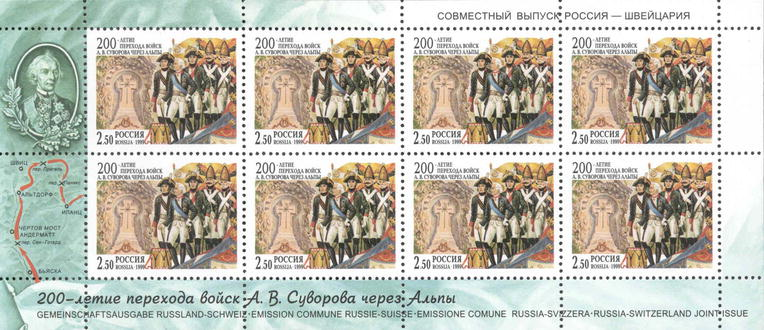
Почтовый блок России, 1999 год
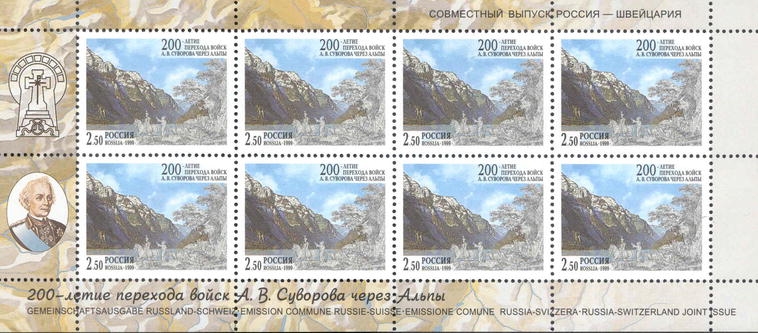
Почтовый блок России, 1999 год
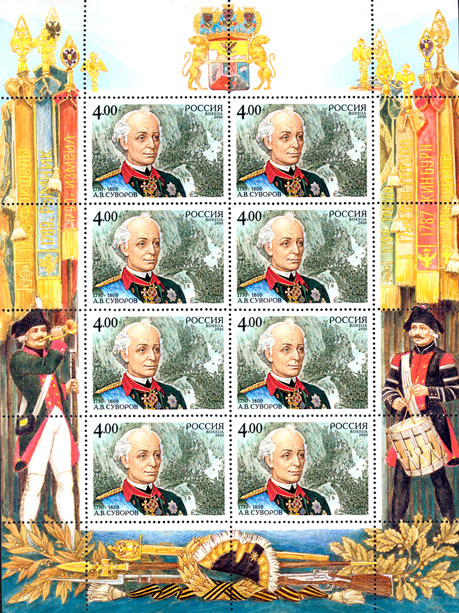
Почтовый блок России, 2005 год
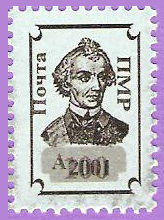
Контрольная марка Приднестровья с надпечаткой, 2002 год
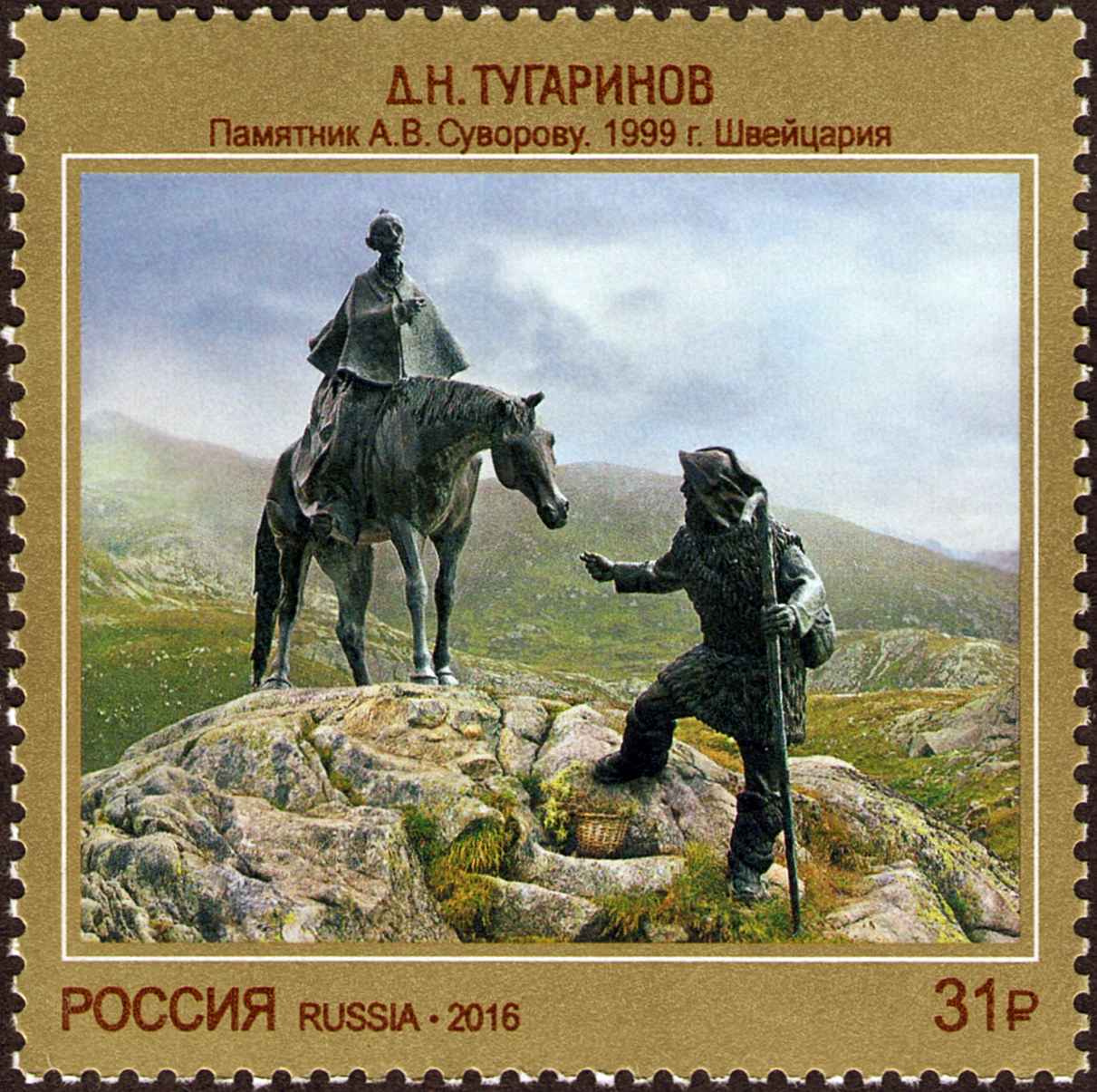
Почтовая марка России, 2016 г., Д. Н. Тугаринов. Памятник А. В. Суворову. Бронза. 1999 г. Перевал Сен-Готард, Швейцария.
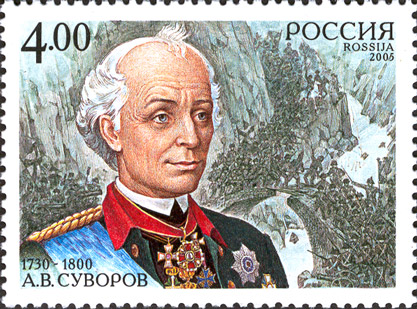
Почта России, 2005 г.
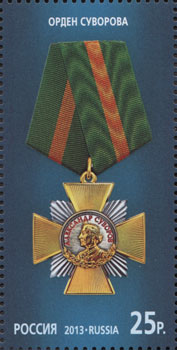
Почта России, 2012 г. Орден Суворова.
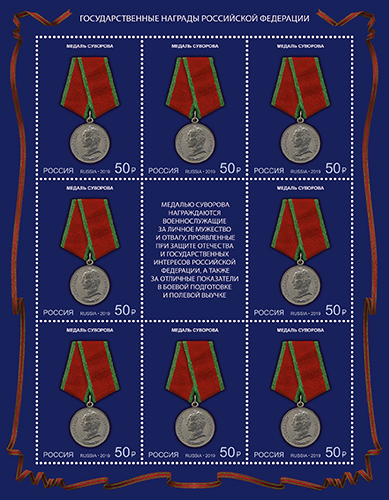
Почта России, 2019 г. Медаль Суворова.
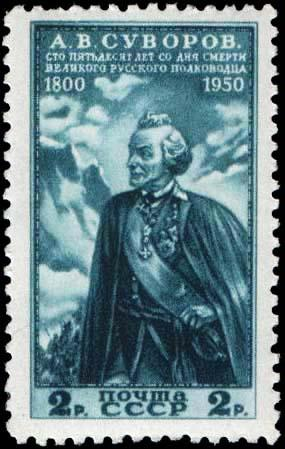
Почта СССР, 1950 г.
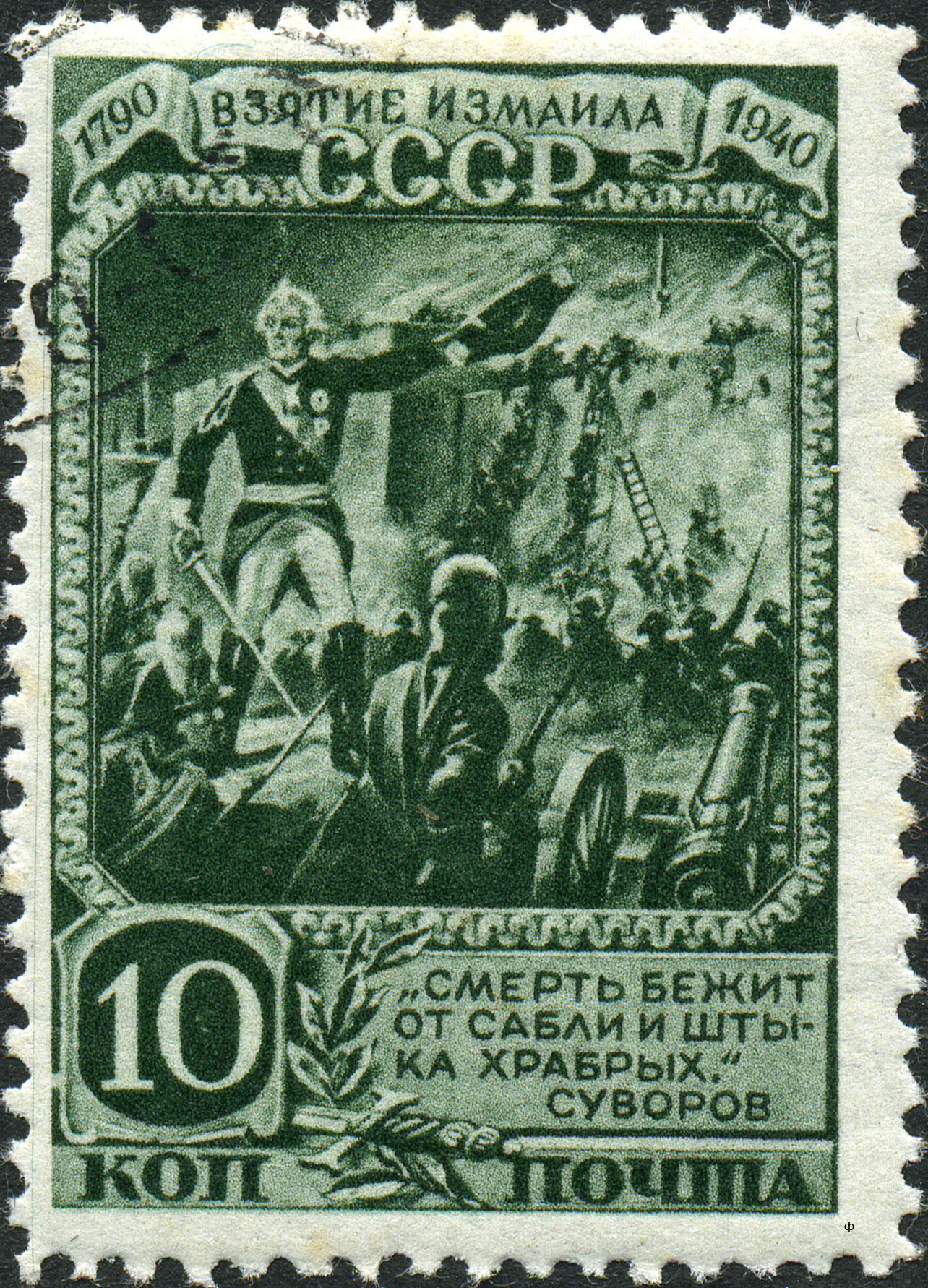
Почта СССР, 1941 г.
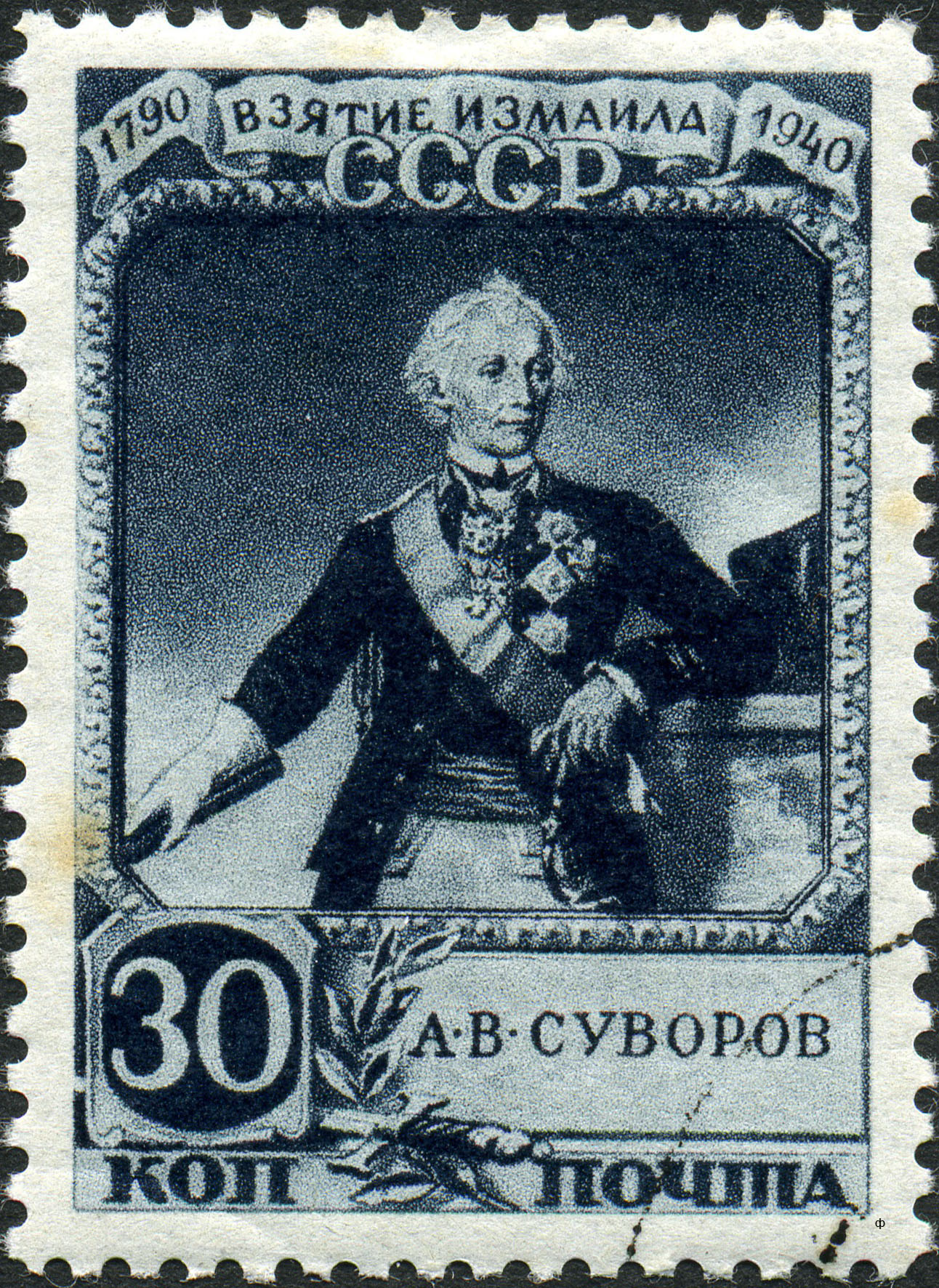
Почта СССР, 1941 г.
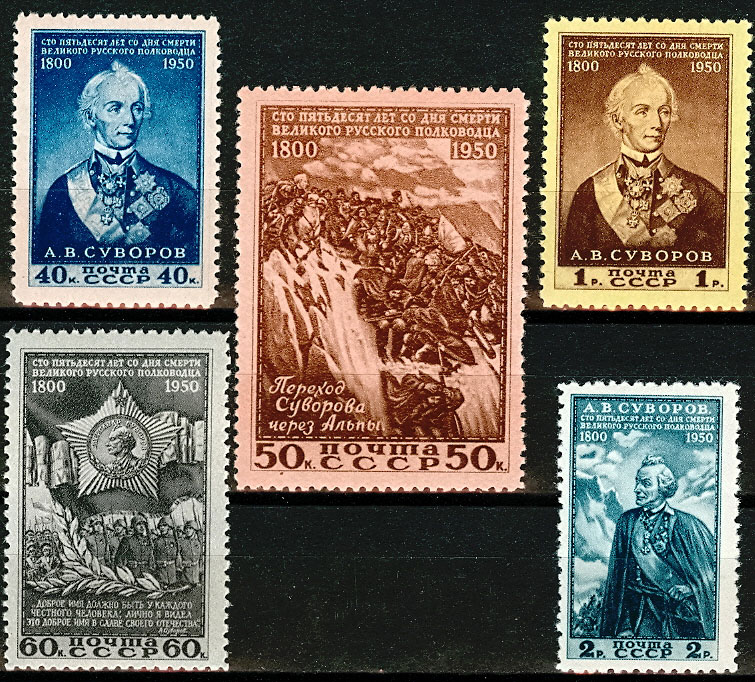
Почта СССР, 1950 г.
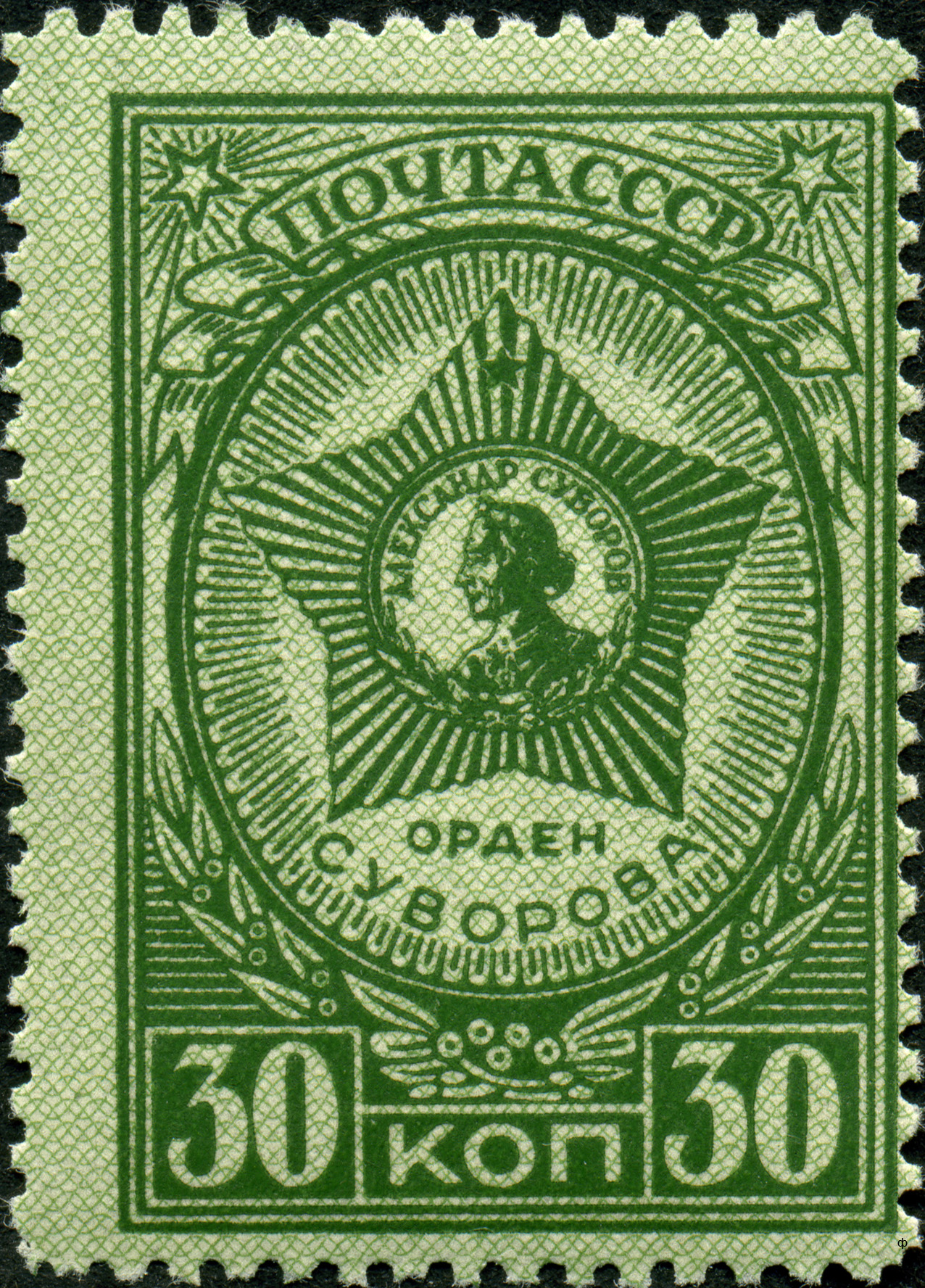
Почта СССР, 1944 г.
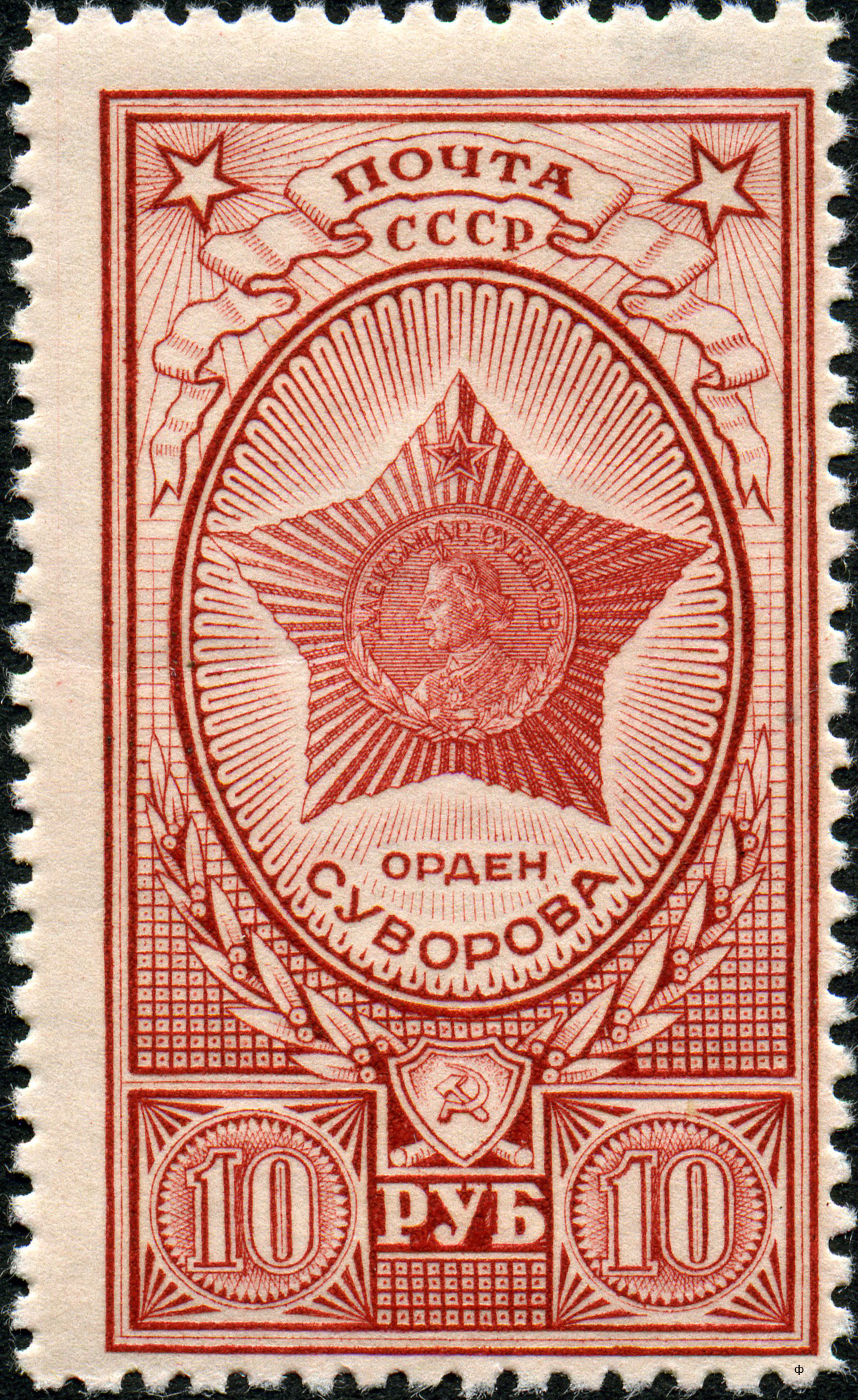
Почта СССР, 1944 г.

В годы Великой Отечественной войны 1941—1945 годов на многих почтовых карточках, открытках и секретках было напечатано суворовское выражение периода Семилетней войны «Русские прусских всегда бивали».
На первой марке из выпущенной в 1941 году в честь 150-летия взятия войсками под командованием А. В. Суворова турецкой крепости Измаил серии почтовых марок СССР (№ 802—805) показан эпизод штурма крепости, портрет полководца и его высказывание «Смерть бежит от сабли и штыка храбрых».
В 1950 году 150-летие со дня смерти А. В. Суворова было отмечено выпуском серии советских почтовых марок. На одной из марок этой серии (№ 1517) изображён орден Суворова и советские солдаты и приведены слова полководца: «Доброе имя должно быть у каждого честного человека; лично я видел это доброе имя в славе своего отечества».

## Киновоплощения
- Николай Черкасов (Сергеев) («Суворов», 1940)
- Сергей Петров («Корабли штурмуют бастионы», 1953)
- «Юрий Катин-Ярцев («Багратион», 1985)
- Георгий Штиль («Зловредное воскресенье», 1985)
- Валерий Золотухин («Адъютанты любви», 2005)
- Вадим Демчог («Фаворит», 2005)
- Пол Риттер («Екатерина Великая», 2019)
- Игорь Балалаев («Екатерина», 2017-2023)
- Константин Хабенский (озвучил мультфильм «Суворов. Великое путешествие», 2022)
- Владимир Суровцев («Гардемарины 1787. Война», 2023)

## В литературе
В серой треуголке, юркий и маленький,

В синей шинели с продранными локтями,-

Он надевал зимой тёплые валенки

И укутывал горло шарфами и платками.

В те времена по дорогам скрипели еще дилижансы,

И кучера сидели на козлах в камзолах и фетровых шляпах;

По вечерам, в гостиницах, весёлые девушки пели романсы,

И в низких залах струился мятный запах.

Когда вдалеке звучал рожок почтовой кареты,

На грязных окнах подымались зелёные шторы,

В тёмных залах смолкали нежные дуэты,

И раздавался шепот: «Едет Суворов!»

На узких лестницах шуршали тонкие юбки,

Растворялись ворота услужливыми казачками,

Краснолицые путники услужливо прятали трубки,

Обжигая руки горячими угольками.

По вечерам он сидел у погаснувшего камина,

На котором стояли саксонские часы и уродцы из фарфора,

Читал французский роман, открыв его с середины,

«О мученьях бедной Жульетты, полюбившей знатного сеньора».

Утром, когда пастушьи рожки поют напевней

И толстая служанка стучит по коридору башмаками,

Он собирался в свои холодные деревни,

Натягивая сапоги со сбитыми каблуками.

В сморщенных ушах желтели грязные ватки;

Старчески кряхтя, он сходил во двор, держась за перила;

Кучер в синем кафтане стегал рыжую лошадку,

И мчались гостиница, роща, так что в глазах рябило.

Когда же перед ним выплывали из тумана

Маленькие домики и церковь с облупленной крышей,

Он дергал высокого кучера за полу кафтана

И кричал ему старческим голосом: «Поезжай потише!»

Но иногда по первому выпавшему снегу,

Стоя в пролетке и держась за плечо возницы,

К нему в деревню приезжал фельдъегерь

И привозил письмо от матушки-императрицы.

«Государь мой, — читал он, — Александр Васильич!

Сколь прискорбно мне Ваш мирный покой тревожить,

Вы, как древний Цинциннат, в деревню свою удалились,

Чтоб мудрым трудом и науками свои владения множить…»

Он долго смотрел на надушенную бумагу -

Казалось, слова на тонкую нитку нижет;

Затем подходил к шкафу, вынимал ордена и шпагу 

И становился Суворовым учебников и книжек.
- Стихотворение «Суворов» Эдуарда Багрицкого (1915)
- Роман «Генералиссимус Суворов» (1941—1947) — автор Леонтий Раковский
- Роман «Хаджибей» (1956—1966) — автор Юрий Трусов
- Осипов К. Суворов. — М. : Молодая гвардия, 1938,1939,1949. — (ЖЗЛ; Вып. 127—128).
- Михайлов О. Суворов. — М. : Молодая гвардия, 1973,1980,1995. — 496 с. — (ЖЗЛ; Вып. 523).
- Лопатин В. С. Суворов. — М. : Молодая гвардия, 2012. — 445 с. — (ЖЗЛ; Вып. 1608(1408)).
- Павел Густерин. Песня о Суворове Архивная копия от 11 апреля 2017 на Wayback Machine

В 1986 году в рамках  серии «Литературные памятники» были изданы письма Суворова, в обзоре от издателя написано: «Письма Суворова являются важнейшим историческим памятником второй половины XVIII века — эпохи, на которую приходится разрешение великих исторических задач, стоявших перед Россией на протяжении нескольких столетий».

## Музыка
- Песня «Моцарт военного дела» рок-группы «АрктидА» (2022 год)[34].

## Объекты, названные в честь Суворова

### Физико-географические объекты
- Атолл Суворова — атолл в Тихом океане
- Така — атолл в Тихом океане
- мыс Суворова (Берингово море, Бристольский залив, 58°44′ с.ш., 157°02′ з.д., название мысу присвоено М. Н. Станюковичем)[35].
- Национальный парк Суворов — национальный парк на атолле Суворов.

### Населённые пункты
- Суворов — город в Тульской области
- Суворово — село в Измаильском районе Одесской области
- Суворово — село в Погарском районе Брянской области
- Суворово — село в Дивеевском районе Нижегородской области
- Суворово — село в Волоколамском районе Московской области
- Кончанское-Суворовское — село в Боровичском районе Новгородской области
- Суворово — село в Лунинском районе Пензенской области
- Суворовская — станица Предгорного района Ставропольского края
- Суворово — город в Болгарии
- Суворово — община в Болгарии
- Суворов-Черкесский — посёлок в Краснодарском крае

### Административно-территориальные единицы
- Суворово — община в области Варна (Болгария)
- Суворовский район — административной район в Тульской области
- Суворовский район — один из четырёх районов Одессы.

### Городская топонимика
- Первый Суворовский переулок
- Суворовская площадь (Москва)
- Суворовская площадь (Санкт-Петербург)
- Суворовская площадь (станция метро)
- Суворовская улица
- Суворовский проспект (Санкт-Петербург)
- Улица Суворова
- Проспект Суворова (Выборг)
- Проспект Суворова (Измаил)
- Площадь Суворова (Севастополь)
- Суворовский переулок в Орле (наименован 24.08.1938 года).[36].

### Астероид
- (2489) Суворов

### Другое
- Александр Суворов (теплоход)
- Донской 1-й казачий полк
- Национальный парк Суворов
- Парк имени Суворова (Кобрин)
- С февраля 2018 года имя генералиссимуса А. В. Суворова носит один из залов управления Национального центра управления обороной Российской Федерации.

## Возможная канонизация
С 2005 года Православный Свято-Тихоновский гуманитарный университет ведёт работу по сбору материалов для передачи вопроса о канонизации Александра Суворова на рассмотрение в Синодальную комиссию по канонизации.
24 августа 2023 года на заседании Священного Синода РПЦ патриарх Кирилл предложил возобновить процесс подготовки к возможной канонизации Александра Суворова. Члены Синода постановили передать вопрос о возможной канонизации в Синодальную комиссию по канонизации святых. 23 ноября того же года Всемирный Русский Народный собор поддержал инициативу о причислении полководца к лику святых.